# 酒田市
酒田市（さかたし）は、山形県の北西に位置する庄内地方北部の市。2005年11月に旧酒田市、八幡町、松山町、平田町の1市3町の合併により誕生した。
現在、市の人口は約9万3千人で、山形市、鶴岡市に次いで、県内人口第3位の地方公共団体。鶴岡市とともに庄内地方の中心都市である。

## 概要
北に鳥海山、東に出羽丘陵が位置しており、南はほぼ庄内平野の中央に達しており、西は日本海に面する。
市内には山形県唯一の重要港湾である酒田港と庄内空港がある。庄内平野で育った良質な庄内米と鳥海山の伏流水で造られる日本酒が特産品で、中細ちぢれ麺と魚介系スープが特徴の酒田ラーメンや酒田港で水揚げされる海の幸などを求めに来る観光客は多い。
北北西39km沖合には飛島があり、鳥海山とともに鳥海国定公園に指定されている。1996年度（平成8年度）日本の音風景100選（最上川河口の白鳥）に選ばれている。また、水の郷百選（潤う水の郷、やわた）にも選ばれた。

## 歴史
平安時代に朝廷が出羽国の国府として築いたとされる城輪柵跡があるように、地域の歴史は古い。酒田の街は袖の浦（現在の酒田市宮野浦）に移り住んだ奥州藤原氏の家臣36人が、1521年頃に最上川の対岸に移り、砂浜を開拓し作ったと言われている。袖の浦は中世には貿易の中継地だった。
1672年に河村瑞賢が西廻り航路を確立すると、北前船の寄港地として酒田はますます栄えるようになった。その繁栄ぶりは「西の堺、東の酒田」ともいわれ、秋田土崎湊と並び、羽州屈指の港町として発展した。日本永代蔵に登場する廻船問屋の鐙屋（あぶみや）や、戦後の農地改革まで日本一の地主だった本間家などの豪商が活躍し、街は三十六人衆という自治組織により運営されていた。元禄2年6月13日（1689年7月29日）に松尾芭蕉が奥の細道で訪れている。

### 年表
- 1889年（明治22年）4月1日 - 町村制施行により飽海郡酒田町が発足。
- 1894年（明治27年）10月22日 - 庄内地震発生。市街地の8割が地震後に発生した火災により焼失。
- 1908年（明治41年）11月18日 - 町営電気事業開始[3]。
- 1910年（明治43年）- 日本最初の女性消防組織「婦人火防組」を編成[4]。
- 1933年（昭和8年）4月1日 - 市制施行し、酒田市となる[1][5]。山形新聞の後援により市民歌「酒田行進曲」を制定。
- 1945年（昭和20年）8月10日 - 酒田港周辺が米海軍艦載機の空襲を受け、死者・行方不明30人を出す（酒田空襲）。
- 1947年（昭和22年）8月15日 - 昭和天皇の戦後巡幸。日和山公園に奉迎開場が設営され、市民1万5000人が昭和天皇を迎えた[6]。
- 1976年（昭和51年）10月29日 - 酒田大火発生[2]。
- 1981年（昭和56年）5月 - 日ソ沿岸市長会議開催[2]。
- 1993年（平成5年）2月 - 地方拠点都市地域に指定。
- 2005年（平成17年）11月1日 - 酒田市と飽海郡3町の1市3町が合併して酒田市（2代目）が発足[7]。

### 行政区域の変遷
- 1889年（明治22年）4月1日 - 町村制施行に伴い、飽海郡酒田60町[注 1]の区域をもって酒田町が発足。
- 1929年（昭和4年）4月1日 - 飽海郡鵜渡川原村を編入。
- 1933年（昭和8年）4月1日 - 市制施行。酒田市となる[1][5]。
- 1941年（昭和16年）4月1日 - 西平田村、中平田村の一部（浜田）、西荒瀬村の一部（酒井新田、高砂）を編入[注 2]。
- 1950年（昭和25年）4月1日 - 飽海郡飛島村を編入。
- 1954年（昭和29年）8月1日 - 飽海郡西荒瀬村を編入。
- 1954年（昭和29年）12月1日  - 飽海郡東平田村、北平田村、中平田村、上田村、本楯村、南遊佐村、東田川郡新堀村、広野村、西田川郡袖浦村を編入。
- 2005年（平成17年）11月1日 - 飽海郡八幡町・松山町・平田町と新設合併し、改めて酒田市が発足[7]。

| 所属郡 | 明治以前                | 明治以前     | 明治初年 - 明治7年         | 明治8年 - 明治9年     | 所属郡   | 明治10年 - 明治22年             | 明治22年 4月1日 町村制施行 | 明治22年 - 昭和5年         | 昭和6年 - 昭和20年          | 昭和21年 - 昭和30年          | 昭和31年 - 昭和64年        | 平成元年 - 現在        | 現在   |
| ------ | ----------------------- | ------------ | -------------------------- | --------------------- | -------- | ------------------------------- | -------------------------- | -------------------------- | --------------------------- | ---------------------------- | -------------------------- | ---------------------- | ------ |
| 飽海郡 | 杉沢新田村              | 杉沢新田村   | 杉沢新田村                 | 明治9年 小林村        | 飽海郡   | 小林村                          | 田沢村                     | 田沢村                     | 田沢村                      | 昭和29年8月1日 平田村        | 昭和39年8月1日 町制 平田町 | 平成17年11月1日 酒田市 | 酒田市 |
| 飽海郡 | 杉沢村                  | 杉沢村       | 杉沢村                     | 明治9年 小林村        | 飽海郡   | 小林村                          | 田沢村                     | 田沢村                     | 田沢村                      | 昭和29年8月1日 平田村        | 昭和39年8月1日 町制 平田町 | 平成17年11月1日 酒田市 | 酒田市 |
| 飽海郡 | 坂本村 （鶴岡藩領）     | 一部         | 坂本村                     | 明治9年 山元村        | 飽海郡   | 山元村                          | 田沢村                     | 田沢村                     | 田沢村                      | 昭和29年8月1日 平田村        | 昭和39年8月1日 町制 平田町 | 平成17年11月1日 酒田市 | 酒田市 |
| 飽海郡 | 坂本村 （鶴岡藩領）     | 一部         | 坂本村                     | 明治9年 西坂本村      | 飽海郡   | 西坂本村                        | 田沢村                     | 田沢村                     | 田沢村                      | 昭和29年8月1日 平田村        | 昭和39年8月1日 町制 平田町 | 平成17年11月1日 酒田市 | 酒田市 |
| 飽海郡 | 坂本新田村 （鶴岡藩領） | 一部         | 坂本新田村                 | 明治9年 西坂本村      | 飽海郡   | 西坂本村                        | 田沢村                     | 田沢村                     | 田沢村                      | 昭和29年8月1日 平田村        | 昭和39年8月1日 町制 平田町 | 平成17年11月1日 酒田市 | 酒田市 |
| 飽海郡 | 坂本新田村 （鶴岡藩領） | 一部         | 坂本新田村                 | 明治9年 山元村        | 飽海郡   | 山元村                          | 田沢村                     | 田沢村                     | 田沢村                      | 昭和29年8月1日 平田村        | 昭和39年8月1日 町制 平田町 | 平成17年11月1日 酒田市 | 酒田市 |
| 飽海郡 | 坂本村 （松山藩領）     | 一部         | 坂本村                     | 明治9年 山元村        | 飽海郡   | 山元村                          | 田沢村                     | 田沢村                     | 田沢村                      | 昭和29年8月1日 平田村        | 昭和39年8月1日 町制 平田町 | 平成17年11月1日 酒田市 | 酒田市 |
| 飽海郡 | 坂本村 （松山藩領）     | 一部         | 坂本村                     | 明治9年 西坂本村      | 飽海郡   | 西坂本村                        | 田沢村                     | 田沢村                     | 田沢村                      | 昭和29年8月1日 平田村        | 昭和39年8月1日 町制 平田町 | 平成17年11月1日 酒田市 | 酒田市 |
| 飽海郡 | 坂本新田村 （松山藩領） | 一部         | 坂本新田村                 | 明治9年 西坂本村      | 飽海郡   | 西坂本村                        | 田沢村                     | 田沢村                     | 田沢村                      | 昭和29年8月1日 平田村        | 昭和39年8月1日 町制 平田町 | 平成17年11月1日 酒田市 | 酒田市 |
| 飽海郡 | 坂本新田村 （松山藩領） | 一部         | 坂本新田村                 | 明治9年 山元村        | 飽海郡   | 山元村                          | 田沢村                     | 田沢村                     | 田沢村                      | 昭和29年8月1日 平田村        | 昭和39年8月1日 町制 平田町 | 平成17年11月1日 酒田市 | 酒田市 |
| 飽海郡 | 三栗谷村                | 三栗谷村     | 三栗谷村                   | 明治9年 山元村        | 飽海郡   | 山元村                          | 田沢村                     | 田沢村                     | 田沢村                      | 昭和29年8月1日 平田村        | 昭和39年8月1日 町制 平田町 | 平成17年11月1日 酒田市 | 酒田市 |
| 飽海郡 | 升田村                  | 升田村       | 升田村                     | 明治9年 改称 楯山村   | 飽海郡   | 楯山村                          | 田沢村                     | 田沢村                     | 田沢村                      | 昭和29年8月1日 平田村        | 昭和39年8月1日 町制 平田町 | 平成17年11月1日 酒田市 | 酒田市 |
| 飽海郡 | 田沢村                  | 田沢村       | 田沢村                     | 明治9年 田沢村        | 飽海郡   | 田沢村                          | 田沢村                     | 田沢村                     | 田沢村                      | 昭和29年8月1日 平田村        | 昭和39年8月1日 町制 平田町 | 平成17年11月1日 酒田市 | 酒田市 |
| 飽海郡 | 田沢新田村              | 田沢新田村   | 田沢新田村                 | 明治9年 田沢村        | 飽海郡   | 田沢村                          | 田沢村                     | 田沢村                     | 田沢村                      | 昭和29年8月1日 平田村        | 昭和39年8月1日 町制 平田町 | 平成17年11月1日 酒田市 | 酒田市 |
| 飽海郡 | 中野俣村                | 中野俣村     | 明治初年 改称 南北中野俣村 | 南北中野俣村          | 飽海郡   | 南北中野俣村                    | 田沢村                     | 田沢村                     | 田沢村                      | 昭和29年8月1日 平田村        | 昭和39年8月1日 町制 平田町 | 平成17年11月1日 酒田市 | 酒田市 |
| 飽海郡 | 北俣村                  | 北俣村       | 明治初年 改称 上下北俣村   | 上下北俣村            | 飽海郡   | 上下北俣村                      | 北俣村                     | 北俣村                     | 北俣村                      | 昭和29年8月1日 平田村        | 昭和39年8月1日 町制 平田町 | 平成17年11月1日 酒田市 | 酒田市 |
| 飽海郡 | 山楯村                  | 山楯村       | 山楯村                     | 明治9年 山楯村        | 飽海郡   | 山楯村                          | 南平田村                   | 南平田村                   | 南平田村                    | 昭和29年8月1日 平田村        | 昭和39年8月1日 町制 平田町 | 平成17年11月1日 酒田市 | 酒田市 |
| 飽海郡 | 山楯興野村              | 山楯興野村   | 山楯興野村                 | 明治9年 山楯村        | 飽海郡   | 山楯村                          | 南平田村                   | 南平田村                   | 南平田村                    | 昭和29年8月1日 平田村        | 昭和39年8月1日 町制 平田町 | 平成17年11月1日 酒田市 | 酒田市 |
| 飽海郡 | 飛鳥村                  | 飛鳥村       | 飛鳥村                     | 飛鳥村                | 飽海郡   | 飛鳥村                          | 南平田村                   | 南平田村                   | 南平田村                    | 昭和29年8月1日 平田村        | 昭和39年8月1日 町制 平田町 | 平成17年11月1日 酒田市 | 酒田市 |
| 飽海郡 | 砂越村                  | 砂越村       | 砂越村                     | 砂越村                | 飽海郡   | 砂越村                          | 南平田村                   | 南平田村                   | 南平田村                    | 昭和29年8月1日 平田村        | 昭和39年8月1日 町制 平田町 | 平成17年11月1日 酒田市 | 酒田市 |
| 飽海郡 | 三之宮村                | 三之宮村     | 三之宮村                   | 三之宮村              | 飽海郡   | 三之宮村                        | 南平田村                   | 南平田村                   | 南平田村                    | 昭和29年8月1日 平田村        | 昭和39年8月1日 町制 平田町 | 平成17年11月1日 酒田市 | 酒田市 |
| 飽海郡 | 郡山村                  | 郡山村       | 郡山村                     | 郡山村                | 飽海郡   | 郡山村                          | 南平田村                   | 南平田村                   | 南平田村                    | 昭和29年8月1日 平田村        | 昭和39年8月1日 町制 平田町 | 平成17年11月1日 酒田市 | 酒田市 |
| 飽海郡 | 桜林村                  | 桜林村       | 桜林村                     | 桜林村                | 飽海郡   | 桜林村                          | 南平田村                   | 南平田村                   | 南平田村                    | 昭和29年8月1日 平田村        | 昭和39年8月1日 町制 平田町 | 平成17年11月1日 酒田市 | 酒田市 |
| 飽海郡 | 石橋村                  | 石橋村       | 石橋村                     | 石橋村                | 飽海郡   | 石橋村                          | 南平田村                   | 南平田村                   | 南平田村                    | 昭和29年8月1日 平田村        | 昭和39年8月1日 町制 平田町 | 平成17年11月1日 酒田市 | 酒田市 |
| 飽海郡 | 山谷村                  | 山谷村       | 山谷村                     | 山谷村                | 飽海郡   | 山谷村                          | 南平田村                   | 南平田村                   | 南平田村                    | 昭和29年8月1日 平田村        | 昭和39年8月1日 町制 平田町 | 平成17年11月1日 酒田市 | 酒田市 |
| 飽海郡 | 桜林興野村              | 桜林興野村   | 桜林興野村                 | 桜林興野村            | 飽海郡   | 桜林興野村                      | 南平田村                   | 南平田村                   | 南平田村                    | 昭和29年8月1日 平田村        | 昭和39年8月1日 町制 平田町 | 平成17年11月1日 酒田市 | 酒田市 |
| 飽海郡 | 堀野内村                | 堀野内村     | 堀野内村                   | 堀野内村              | 飽海郡   | 堀野内村                        | 南平田村                   | 南平田村                   | 南平田村                    | 昭和29年8月1日 平田村        | 昭和39年8月1日 町制 平田町 | 平成17年11月1日 酒田市 | 酒田市 |
| 飽海郡 | 泉興野村                | 泉興野村     | 泉興野村                   | 泉興野村              | 飽海郡   | 泉興野村                        | 南平田村                   | 南平田村                   | 南平田村                    | 昭和29年8月1日 平田村        | 昭和39年8月1日 町制 平田町 | 平成17年11月1日 酒田市 | 酒田市 |
| 飽海郡 | 天神堂村                | 天神堂村     | 天神堂村                   | 天神堂村              | 飽海郡   | 天神堂村                        | 南平田村                   | 南平田村                   | 南平田村                    | 昭和29年8月1日 平田村        | 昭和39年8月1日 町制 平田町 | 平成17年11月1日 酒田市 | 酒田市 |
| 飽海郡 | 中野目村                | 中野目村     | 中野目村                   | 中野目村              | 飽海郡   | 中野目村                        | 南平田村                   | 南平田村                   | 南平田村                    | 昭和29年8月1日 平田村        | 昭和39年8月1日 町制 平田町 | 平成17年11月1日 酒田市 | 酒田市 |
| 飽海郡 | 山谷新田村              | 山谷新田村   | 山谷新田村                 | 山谷新田村            | 飽海郡   | 山谷新田村                      | 南平田村                   | 南平田村                   | 南平田村                    | 昭和29年8月1日 平田村        | 昭和39年8月1日 町制 平田町 | 平成17年11月1日 酒田市 | 酒田市 |
| 飽海郡 | 楢橋村                  | 楢橋村       | 楢橋村                     | 楢橋村                | 飽海郡   | 楢橋村                          | 南平田村                   | 南平田村                   | 南平田村                    | 昭和29年8月1日 平田村        | 昭和39年8月1日 町制 平田町 | 平成17年11月1日 酒田市 | 酒田市 |
| 飽海郡 | 市条村                  | 市条村       | 市条村                     | 明治9年 市条村        | 飽海郡   | 市条村                          | 一条村                     | 一条村                     | 一条村                      | 昭和29年12月1日 八幡町       | 八幡町                     | 平成17年11月1日 酒田市 | 酒田市 |
| 飽海郡 | 門野町村                | 門野町村     | 門野町村                   | 明治9年 市条村        | 飽海郡   | 市条村                          | 一条村                     | 一条村                     | 一条村                      | 昭和29年12月1日 八幡町       | 八幡町                     | 平成17年11月1日 酒田市 | 酒田市 |
| 飽海郡 | 法連寺村                | 法連寺村     | 法連寺村                   | 法連寺村              | 飽海郡   | 法連寺村                        | 一条村                     | 一条村                     | 一条村                      | 昭和29年12月1日 八幡町       | 八幡町                     | 平成17年11月1日 酒田市 | 酒田市 |
| 飽海郡 | 政所村                  | 政所村       | 政所村                     | 政所村                | 飽海郡   | 政所村                          | 一条村                     | 一条村                     | 一条村                      | 昭和29年12月1日 八幡町       | 八幡町                     | 平成17年11月1日 酒田市 | 酒田市 |
| 飽海郡 | 大島田村                | 大島田村     | 大島田村                   | 明治9年 大島田村      | 飽海郡   | 大島田村                        | 一条村                     | 一条村                     | 一条村                      | 昭和29年12月1日 八幡町       | 八幡町                     | 平成17年11月1日 酒田市 | 酒田市 |
| 飽海郡 | 興野嶋田村              | 興野嶋田村   | 興野嶋田村                 | 明治9年 大島田村      | 飽海郡   | 大島田村                        | 一条村                     | 一条村                     | 一条村                      | 昭和29年12月1日 八幡町       | 八幡町                     | 平成17年11月1日 酒田市 | 酒田市 |
| 飽海郡 | 岡島田村                | 岡島田村     | 岡島田村                   | 岡島田村              | 飽海郡   | 岡島田村                        | 一条村                     | 一条村                     | 一条村                      | 昭和29年12月1日 八幡町       | 八幡町                     | 平成17年11月1日 酒田市 | 酒田市 |
| 飽海郡 | 前川村                  | 前川村       | 前川村                     | 前川村                | 飽海郡   | 前川村                          | 一条村                     | 一条村                     | 一条村                      | 昭和29年12月1日 八幡町       | 八幡町                     | 平成17年11月1日 酒田市 | 酒田市 |
| 飽海郡 | 南平沢村                | 南平沢村     | 南平沢村                   | 南平沢村              | 飽海郡   | 南平沢村                        | 一条村                     | 一条村                     | 一条村                      | 昭和29年12月1日 八幡町       | 八幡町                     | 平成17年11月1日 酒田市 | 酒田市 |
| 飽海郡 | 北平沢村                | 北平沢村     | 北平沢村                   | 北平沢村              | 飽海郡   | 北平沢村                        | 一条村                     | 一条村                     | 一条村                      | 昭和29年12月1日 八幡町       | 八幡町                     | 平成17年11月1日 酒田市 | 酒田市 |
| 飽海郡 | 上荒田目村              | 上荒田目村   | 上荒田目村                 | 明治9年 寺田村        | 飽海郡   | 寺田村                          | 一条村                     | 一条村                     | 一条村                      | 昭和29年12月1日 八幡町       | 八幡町                     | 平成17年11月1日 酒田市 | 酒田市 |
| 飽海郡 | 下荒田目村              | 下荒田目村   | 下荒田目村                 | 明治9年 寺田村        | 飽海郡   | 寺田村                          | 一条村                     | 一条村                     | 一条村                      | 昭和29年12月1日 八幡町       | 八幡町                     | 平成17年11月1日 酒田市 | 酒田市 |
| 飽海郡 | 上寺田村                | 上寺田村     | 上寺田村                   | 明治9年 寺田村        | 飽海郡   | 寺田村                          | 一条村                     | 一条村                     | 一条村                      | 昭和29年12月1日 八幡町       | 八幡町                     | 平成17年11月1日 酒田市 | 酒田市 |
| 飽海郡 | 下寺田村                | 下寺田村     | 下寺田村                   | 明治9年 寺田村        | 飽海郡   | 寺田村                          | 一条村                     | 一条村                     | 一条村                      | 昭和29年12月1日 八幡町       | 八幡町                     | 平成17年11月1日 酒田市 | 酒田市 |
| 飽海郡 | 常禅寺村                | 常禅寺村     | 常禅寺村                   | 常禅寺村              | 飽海郡   | 常禅寺村                        | 観音寺村                   | 観音寺村                   | 観音寺村                    | 昭和29年12月1日 八幡町       | 八幡町                     | 平成17年11月1日 酒田市 | 酒田市 |
| 飽海郡 | 観音寺村                | 観音寺村     | 観音寺村                   | 観音寺村              | 飽海郡   | 観音寺村                        | 観音寺村                   | 観音寺村                   | 観音寺村                    | 昭和29年12月1日 八幡町       | 八幡町                     | 平成17年11月1日 酒田市 | 酒田市 |
| 飽海郡 | 麓村                    | 麓村         | 麓村                       | 麓村                  | 飽海郡   | 麓村                            | 観音寺村                   | 観音寺村                   | 観音寺村                    | 昭和29年12月1日 八幡町       | 八幡町                     | 平成17年11月1日 酒田市 | 酒田市 |
| 飽海郡 | 小泉村                  | 小泉村       | 小泉村                     | 小泉村                | 飽海郡   | 小泉村                          | 観音寺村                   | 観音寺村                   | 観音寺村                    | 昭和29年12月1日 八幡町       | 八幡町                     | 平成17年11月1日 酒田市 | 酒田市 |
| 飽海郡 | 北仁田村                | 北仁田村     | 北仁田村                   | 北仁田村              | 飽海郡   | 北仁田村                        | 観音寺村                   | 観音寺村                   | 観音寺村                    | 昭和29年12月1日 八幡町       | 八幡町                     | 平成17年11月1日 酒田市 | 酒田市 |
| 飽海郡 | 芹田村                  | 芹田村       | 芹田村                     | 芹田村                | 飽海郡   | 芹田村                          | 観音寺村                   | 観音寺村                   | 観音寺村                    | 昭和29年12月1日 八幡町       | 八幡町                     | 平成17年11月1日 酒田市 | 酒田市 |
| 飽海郡 | 大久保村                | 大久保村     | 大久保村                   | 大久保村              | 飽海郡   | 大久保村                        | 観音寺村                   | 観音寺村                   | 観音寺村                    | 昭和29年12月1日 八幡町       | 八幡町                     | 平成17年11月1日 酒田市 | 酒田市 |
| 飽海郡 | 塚淵村                  | 塚淵村       | 塚淵村                     | 塚淵村                | 飽海郡   | 塚淵村                          | 観音寺村                   | 観音寺村                   | 観音寺村                    | 昭和29年12月1日 八幡町       | 八幡町                     | 平成17年11月1日 酒田市 | 酒田市 |
| 飽海郡 | 大蕨村                  | 大蕨村       | 大蕨村                     | 大蕨村                | 飽海郡   | 大蕨村                          | 大沢村                     | 大沢村                     | 大沢村                      | 昭和29年12月1日 八幡町       | 八幡町                     | 平成17年11月1日 酒田市 | 酒田市 |
| 飽海郡 | 上南青沢村              | 上南青沢村   | 上南青沢村                 | 明治9年 上青沢村      | 飽海郡   | 上青沢村                        | 大沢村                     | 大沢村                     | 大沢村                      | 昭和29年12月1日 八幡町       | 八幡町                     | 平成17年11月1日 酒田市 | 酒田市 |
| 飽海郡 | 二階新田                | 二階新田     | 二階新田                   | 明治9年 上青沢村      | 飽海郡   | 上青沢村                        | 大沢村                     | 大沢村                     | 大沢村                      | 昭和29年12月1日 八幡町       | 八幡町                     | 平成17年11月1日 酒田市 | 酒田市 |
| 飽海郡 | 下南青沢村              | 下南青沢村   | 下南青沢村                 | 明治9年 改称 下青沢村 | 飽海郡   | 下青沢村                        | 大沢村                     | 大沢村                     | 大沢村                      | 昭和29年12月1日 八幡町       | 八幡町                     | 平成17年11月1日 酒田市 | 酒田市 |
| 飽海郡 | 北青沢村                | 北青沢村     | 北青沢村                   | 北青沢村              | 飽海郡   | 北青沢村                        | 大沢村                     | 大沢村                     | 大沢村                      | 昭和29年12月1日 八幡町       | 八幡町                     | 平成17年11月1日 酒田市 | 酒田市 |
| 飽海郡 | 上福山村                | 上福山村     | 上福山村                   | 明治9年 福山村        | 飽海郡   | 福山村                          | 日向村                     | 日向村                     | 日向村                      | 昭和29年12月1日 八幡町       | 八幡町                     | 平成17年11月1日 酒田市 | 酒田市 |
| 飽海郡 | 下福山村                | 下福山村     | 下福山村                   | 明治9年 福山村        | 飽海郡   | 福山村                          | 日向村                     | 日向村                     | 日向村                      | 昭和29年12月1日 八幡町       | 八幡町                     | 平成17年11月1日 酒田市 | 酒田市 |
| 飽海郡 | 新出村                  | 新出村       | 新出村                     | 新出村                | 飽海郡   | 新出村                          | 日向村                     | 日向村                     | 日向村                      | 昭和29年12月1日 八幡町       | 八幡町                     | 平成17年11月1日 酒田市 | 酒田市 |
| 飽海郡 | 下黒川村                | 下黒川村     | 下黒川村                   | 下黒川村              | 飽海郡   | 下黒川村                        | 日向村                     | 日向村                     | 日向村                      | 昭和29年12月1日 八幡町       | 八幡町                     | 平成17年11月1日 酒田市 | 酒田市 |
| 飽海郡 | 赤剥村                  | 赤剥村       | 赤剥村                     | 赤剥村                | 飽海郡   | 赤剥村                          | 日向村                     | 日向村                     | 日向村                      | 昭和29年12月1日 八幡町       | 八幡町                     | 平成17年11月1日 酒田市 | 酒田市 |
| 飽海郡 | 上黒川村                | 上黒川村     | 上黒川村                   | 上黒川村              | 飽海郡   | 上黒川村                        | 日向村                     | 日向村                     | 日向村                      | 昭和29年12月1日 八幡町       | 八幡町                     | 平成17年11月1日 酒田市 | 酒田市 |
| 飽海郡 | 泥沢村                  | 泥沢村       | 泥沢村                     | 泥沢村                | 飽海郡   | 泥沢村                          | 日向村                     | 日向村                     | 日向村                      | 昭和29年12月1日 八幡町       | 八幡町                     | 平成17年11月1日 酒田市 | 酒田市 |
| 飽海郡 | 草津村                  | 草津村       | 草津村                     | 草津村                | 飽海郡   | 草津村                          | 日向村                     | 日向村                     | 日向村                      | 昭和29年12月1日 八幡町       | 八幡町                     | 平成17年11月1日 酒田市 | 酒田市 |
| 飽海郡 | 升田村                  | 升田村       | 升田村                     | 升田村                | 飽海郡   | 升田村                          | 日向村                     | 日向村                     | 日向村                      | 昭和29年12月1日 八幡町       | 八幡町                     | 平成17年11月1日 酒田市 | 酒田市 |
| 飽海郡 | 橋本村                  | 橋本村       | 橋本村                     | 橋本村                | 飽海郡   | 橋本村                          | 日向村                     | 日向村                     | 日向村                      | 昭和29年12月1日 八幡町       | 八幡町                     | 平成17年11月1日 酒田市 | 酒田市 |
| 飽海郡 | 松山町                  | 松山町       | 明治2年6月22日 改称 松嶺町 | 松嶺町                | 飽海郡   | 松嶺町                          | 松嶺町                     | 松嶺町                     | 松嶺町                      | 昭和30年1月1日 松山町        | 松山町                     | 平成17年11月1日 酒田市 | 酒田市 |
| 飽海郡 | 引地村                  | 引地村       | 引地村                     | 引地村                | 飽海郡   | 引地村                          | 内郷村                     | 内郷村                     | 内郷村                      | 昭和30年1月1日 松山町        | 松山町                     | 平成17年11月1日 酒田市 | 酒田市 |
| 飽海郡 | 竹田村                  | 竹田村       | 竹田村                     | 竹田村                | 飽海郡   | 竹田村                          | 内郷村                     | 内郷村                     | 内郷村                      | 昭和30年1月1日 松山町        | 松山町                     | 平成17年11月1日 酒田市 | 酒田市 |
| 飽海郡 | 中棚村                  | 中棚村       | 中棚村                     | 明治9年 中牧田村      | 飽海郡   | 中牧田村                        | 内郷村                     | 内郷村                     | 内郷村                      | 昭和30年1月1日 松山町        | 松山町                     | 平成17年11月1日 酒田市 | 酒田市 |
| 飽海郡 | 徳田村                  | 徳田村       | 徳田村                     | 明治9年 中牧田村      | 飽海郡   | 中牧田村                        | 内郷村                     | 内郷村                     | 内郷村                      | 昭和30年1月1日 松山町        | 松山町                     | 平成17年11月1日 酒田市 | 酒田市 |
| 飽海郡 | 牧野島村                | 牧野島村     | 牧野島村                   | 明治9年 中牧田村      | 飽海郡   | 中牧田村                        | 内郷村                     | 内郷村                     | 内郷村                      | 昭和30年1月1日 松山町        | 松山町                     | 平成17年11月1日 酒田市 | 酒田市 |
| 飽海郡 | 石名坂村                | 石名坂村     | 石名坂村                   | 石名坂村              | 飽海郡   | 石名坂村                        | 内郷村                     | 内郷村                     | 内郷村                      | 昭和30年1月1日 松山町        | 松山町                     | 平成17年11月1日 酒田市 | 酒田市 |
| 飽海郡 | 土渕村                  | 土渕村       | 土渕村                     | 土渕村                | 飽海郡   | 土渕村                          | 内郷村                     | 内郷村                     | 内郷村                      | 昭和30年1月1日 松山町        | 松山町                     | 平成17年11月1日 酒田市 | 酒田市 |
| 飽海郡 | 小見村                  | 小見村       | 小見村                     | 小見村                | 飽海郡   | 小見村                          | 内郷村                     | 内郷村                     | 内郷村                      | 昭和30年1月1日 松山町        | 松山町                     | 平成17年11月1日 酒田市 | 酒田市 |
| 飽海郡 | 上北目村                | 上北目村     | 上北目村                   | 上北目村              | 飽海郡   | 上北目村                        | 内郷村                     | 内郷村                     | 内郷村                      | 昭和30年1月1日 松山町        | 松山町                     | 平成17年11月1日 酒田市 | 酒田市 |
| 飽海郡 | 中北目村                | 中北目村     | 中北目村                   | 中北目村              | 飽海郡   | 中北目村                        | 内郷村                     | 内郷村                     | 内郷村                      | 昭和30年1月1日 松山町        | 松山町                     | 平成17年11月1日 酒田市 | 酒田市 |
| 飽海郡 | 相沢村                  | 相沢村       | 相沢村                     | 明治9年 相沢村        | 飽海郡   | 相沢村                          | 内郷村                     | 内郷村                     | 内郷村                      | 昭和30年1月1日 松山町        | 松山町                     | 平成17年11月1日 酒田市 | 酒田市 |
| 飽海郡 | 相沢新田村              | 相沢新田村   | 相沢新田村                 | 明治9年 相沢村        | 飽海郡   | 相沢村                          | 内郷村                     | 内郷村                     | 内郷村                      | 昭和30年1月1日 松山町        | 松山町                     | 平成17年11月1日 酒田市 | 酒田市 |
| 飽海郡 | 庄兵衛新田村            | 庄兵衛新田村 | 庄兵衛新田村               | 明治9年 相沢村        | 飽海郡   | 相沢村                          | 内郷村                     | 内郷村                     | 内郷村                      | 昭和30年1月1日 松山町        | 松山町                     | 平成17年11月1日 酒田市 | 酒田市 |
| 飽海郡 | 上茗荷沢村              | 上茗荷沢村   | 上茗荷沢村                 | 明治9年 茗ケ沢村      | 飽海郡   | 茗ケ沢村                        | 内郷村                     | 内郷村                     | 内郷村                      | 昭和30年1月1日 松山町        | 松山町                     | 平成17年11月1日 酒田市 | 酒田市 |
| 飽海郡 | 下茗荷沢村              | 下茗荷沢村   | 下茗荷沢村                 | 明治9年 茗ケ沢村      | 飽海郡   | 茗ケ沢村                        | 内郷村                     | 内郷村                     | 内郷村                      | 昭和30年1月1日 松山町        | 松山町                     | 平成17年11月1日 酒田市 | 酒田市 |
| 飽海郡 | 上餅山村                | 上餅山村     | 上餅山村                   | 上餅山村              | 飽海郡   | 上餅山村                        | 内郷村                     | 内郷村                     | 内郷村                      | 昭和30年1月1日 松山町        | 松山町                     | 平成17年11月1日 酒田市 | 酒田市 |
| 飽海郡 | 下餅山村                | 下餅山村     | 下餅山村                   | 下餅山村              | 飽海郡   | 下餅山村                        | 内郷村                     | 内郷村                     | 内郷村                      | 昭和30年1月1日 松山町        | 松山町                     | 平成17年11月1日 酒田市 | 酒田市 |
| 飽海郡 | 山寺村                  | 山寺村       | 山寺村                     | 明治9年 山寺村        | 飽海郡   | 山寺村                          | 上郷村                     | 上郷村                     | 上郷村                      | 昭和30年1月1日 松山町        | 松山町                     | 平成17年11月1日 酒田市 | 酒田市 |
| 飽海郡 | 外里村                  | 外里村       | 外里村                     | 明治9年 山寺村        | 飽海郡   | 山寺村                          | 上郷村                     | 上郷村                     | 上郷村                      | 昭和30年1月1日 松山町        | 松山町                     | 平成17年11月1日 酒田市 | 酒田市 |
| 飽海郡 | 普門寺村                | 普門寺村     | 普門寺村                   | 明治9年 山寺村        | 飽海郡   | 山寺村                          | 上郷村                     | 上郷村                     | 上郷村                      | 昭和30年1月1日 松山町        | 松山町                     | 平成17年11月1日 酒田市 | 酒田市 |
| 飽海郡 | 小出村                  | 小出村       | 小出村                     | 明治9年 山寺村        | 飽海郡   | 山寺村                          | 上郷村                     | 上郷村                     | 上郷村                      | 昭和30年1月1日 松山町        | 松山町                     | 平成17年11月1日 酒田市 | 酒田市 |
| 飽海郡 | 堀場村                  | 堀場村       | 堀場村                     | 明治9年 山寺村        | 飽海郡   | 山寺村                          | 上郷村                     | 上郷村                     | 上郷村                      | 昭和30年1月1日 松山町        | 松山町                     | 平成17年11月1日 酒田市 | 酒田市 |
| 飽海郡 | 渡場村                  | 渡場村       | 渡場村                     | 明治9年 山寺村        | 飽海郡   | 山寺村                          | 上郷村                     | 上郷村                     | 上郷村                      | 昭和30年1月1日 松山町        | 松山町                     | 平成17年11月1日 酒田市 | 酒田市 |
| 飽海郡 | 成沢村                  | 成沢村       | 成沢村                     | 明治9年 成興野村      | 飽海郡   | 成興野村                        | 上郷村                     | 上郷村                     | 上郷村                      | 昭和30年1月1日 松山町        | 松山町                     | 平成17年11月1日 酒田市 | 酒田市 |
| 飽海郡 | 新興屋村                | 新興屋村     | 新興屋村                   | 明治9年 成興野村      | 飽海郡   | 成興野村                        | 上郷村                     | 上郷村                     | 上郷村                      | 昭和30年1月1日 松山町        | 松山町                     | 平成17年11月1日 酒田市 | 酒田市 |
| 飽海郡 | 地見興野村              | 地見興野村   | 地見興野村                 | 地見興野村            | 飽海郡   | 地見興野村                      | 上郷村                     | 上郷村                     | 上郷村                      | 昭和30年1月1日 松山町        | 松山町                     | 平成17年11月1日 酒田市 | 酒田市 |
| 飽海郡 | 大川渡村                | 大川渡村     | 大川渡村                   | 明治9年 大川渡村      | 飽海郡   | 大川渡村                        | 上郷村                     | 上郷村                     | 上郷村                      | 昭和30年1月1日 松山町        | 松山町                     | 平成17年11月1日 酒田市 | 酒田市 |
| 飽海郡 | 上郷新田村              | 上郷新田村   | 上郷新田村                 | 明治9年 大川渡村      | 飽海郡   | 大川渡村                        | 上郷村                     | 上郷村                     | 上郷村                      | 昭和30年1月1日 松山町        | 松山町                     | 平成17年11月1日 酒田市 | 酒田市 |
| 飽海郡 | 臼ヶ沢村                | 臼ヶ沢村     | 臼ヶ沢村                   | 臼ヶ沢村              | 飽海郡   | 臼ヶ沢村                        | 上郷村                     | 上郷村                     | 上郷村                      | 昭和30年1月1日 松山町        | 松山町                     | 平成17年11月1日 酒田市 | 酒田市 |
| 飽海郡 | 大沼新田村              | 大沼新田村   | 大沼新田村                 | 大沼新田村            | 飽海郡   | 大沼新田村                      | 上郷村                     | 上郷村                     | 上郷村                      | 昭和30年1月1日 松山町        | 松山町                     | 平成17年11月1日 酒田市 | 酒田市 |
| 田川郡 | 柏谷沢村                | 柏谷沢村     | 柏谷沢村                   | 柏谷沢村              | 飽海郡   | 柏谷沢村                        | 上郷村                     | 上郷村                     | 上郷村                      | 昭和30年1月1日 松山町        | 松山町                     | 平成17年11月1日 酒田市 | 酒田市 |
| 田川郡 | 勝浦村                  | 勝浦村       | 勝浦村                     | 勝浦村                | 飽海郡   | 勝浦村                          | 飛島村                     | 飛島村                     | 飛島村                      | 昭和25年4月1日 酒田市に編入  | 酒田市                     | 平成17年11月1日 酒田市 | 酒田市 |
| 田川郡 | 浦村                    | 浦村         | 浦村                       | 浦村                  | 飽海郡   | 浦村                            | 飛島村                     | 飛島村                     | 飛島村                      | 昭和25年4月1日 酒田市に編入  | 酒田市                     | 平成17年11月1日 酒田市 | 酒田市 |
| 田川郡 | 法木村                  | 法木村       | 法木村                     | 法木村                | 飽海郡   | 法木村                          | 飛島村                     | 飛島村                     | 飛島村                      | 昭和25年4月1日 酒田市に編入  | 酒田市                     | 平成17年11月1日 酒田市 | 酒田市 |
| 飽海郡 | 上藤塚村                | 上藤塚村     | 上藤塚村                   | 明治9年 改称 藤塚村   | 飽海郡   | 藤塚村                          | 西荒瀬村                   | 西荒瀬村                   | 西荒瀬村                    | 昭和29年8月1日 酒田市に編入  | 酒田市                     | 平成17年11月1日 酒田市 | 酒田市 |
| 飽海郡 | 宮海村                  | 宮海村       | 宮海村                     | 明治9年 宮海村        | 飽海郡   | 宮海村                          | 西荒瀬村                   | 西荒瀬村                   | 西荒瀬村                    | 昭和29年8月1日 酒田市に編入  | 酒田市                     | 平成17年11月1日 酒田市 | 酒田市 |
| 飽海郡 | 茂作新田村              | 茂作新田村   | 茂作新田村                 | 明治9年 宮海村        | 飽海郡   | 宮海村                          | 西荒瀬村                   | 西荒瀬村                   | 西荒瀬村                    | 昭和29年8月1日 酒田市に編入  | 酒田市                     | 平成17年11月1日 酒田市 | 酒田市 |
| 飽海郡 | 上林興屋村              | 上林興屋村   | 上林興屋村                 | 明治9年 宮海村        | 飽海郡   | 宮海村                          | 西荒瀬村                   | 西荒瀬村                   | 西荒瀬村                    | 昭和29年8月1日 酒田市に編入  | 酒田市                     | 平成17年11月1日 酒田市 | 酒田市 |
| 飽海郡 | 下藤塚村                | 下藤塚村     | 下藤塚村                   | 明治9年 豊里村        | 飽海郡   | 豊里村                          | 西荒瀬村                   | 西荒瀬村                   | 西荒瀬村                    | 昭和29年8月1日 酒田市に編入  | 酒田市                     | 平成17年11月1日 酒田市 | 酒田市 |
| 飽海郡 | 東野新田村              | 東野新田村   | 東野新田村                 | 明治9年 豊里村        | 飽海郡   | 豊里村                          | 西荒瀬村                   | 西荒瀬村                   | 西荒瀬村                    | 昭和29年8月1日 酒田市に編入  | 酒田市                     | 平成17年11月1日 酒田市 | 酒田市 |
| 飽海郡 | 田村新田村              | 田村新田村   | 明治初年 田村新田村        | 明治9年 豊里村        | 飽海郡   | 豊里村                          | 西荒瀬村                   | 西荒瀬村                   | 西荒瀬村                    | 昭和29年8月1日 酒田市に編入  | 酒田市                     | 平成17年11月1日 酒田市 | 酒田市 |
| 飽海郡 | 北谷地新田              |              | 明治初年 田村新田村        | 明治9年 豊里村        | 飽海郡   | 豊里村                          | 西荒瀬村                   | 西荒瀬村                   | 西荒瀬村                    | 昭和29年8月1日 酒田市に編入  | 酒田市                     | 平成17年11月1日 酒田市 | 酒田市 |
| 飽海郡 | 門田村                  | 門田村       | 明治初年 門田村            | 明治9年 穂積村        | 飽海郡   | 穂積村                          | 西荒瀬村                   | 西荒瀬村                   | 西荒瀬村                    | 昭和29年8月1日 酒田市に編入  | 酒田市                     | 平成17年11月1日 酒田市 | 酒田市 |
| 飽海郡 | 門田新田村              |              | 明治初年 門田村            | 明治9年 穂積村        | 飽海郡   | 穂積村                          | 西荒瀬村                   | 西荒瀬村                   | 西荒瀬村                    | 昭和29年8月1日 酒田市に編入  | 酒田市                     | 平成17年11月1日 酒田市 | 酒田市 |
| 飽海郡 | 上市神新田村            | 上市神新田村 | 上市神新田村               | 明治9年 穂積村        | 飽海郡   | 穂積村                          | 西荒瀬村                   | 西荒瀬村                   | 西荒瀬村                    | 昭和29年8月1日 酒田市に編入  | 酒田市                     | 平成17年11月1日 酒田市 | 酒田市 |
| 飽海郡 | 下市神新田村            | 下市神新田村 | 下市神新田村               | 明治9年 穂積村        | 飽海郡   | 穂積村                          | 西荒瀬村                   | 西荒瀬村                   | 西荒瀬村                    | 昭和29年8月1日 酒田市に編入  | 酒田市                     | 平成17年11月1日 酒田市 | 酒田市 |
| 飽海郡 | 西野新田村              | 西野新田村   | 西野新田村                 | 明治9年 酒井新田村    | 飽海郡   | 酒井新田村                      | 西荒瀬村                   | 西荒瀬村                   | 昭和16年4月1日 酒田市に編入 | 酒田市                       | 酒田市                     | 平成17年11月1日 酒田市 | 酒田市 |
| 飽海郡 | 泉新田村                | 泉新田村     | 泉新田村                   | 明治9年 酒井新田村    | 飽海郡   | 酒井新田村                      | 西荒瀬村                   | 西荒瀬村                   | 昭和16年4月1日 酒田市に編入 | 酒田市                       | 酒田市                     | 平成17年11月1日 酒田市 | 酒田市 |
| 飽海郡 | 谷地田村                | 谷地田村     | 谷地田村                   | 明治9年 酒井新田村    | 飽海郡   | 酒井新田村                      | 西荒瀬村                   | 西荒瀬村                   | 昭和16年4月1日 酒田市に編入 | 酒田市                       | 酒田市                     | 平成17年11月1日 酒田市 | 酒田市 |
| 飽海郡 | 小湊村                  | 小湊村       | 小湊村                     | 小湊村                | 飽海郡   | 明治11年8月20日 高砂村          | 西荒瀬村                   | 西荒瀬村                   | 昭和16年4月1日 酒田市に編入 | 酒田市                       | 酒田市                     | 平成17年11月1日 酒田市 | 酒田市 |
| 飽海郡 | 能登興屋村              | 能登興屋村   | 能登興屋村                 | 能登興屋村            | 飽海郡   | 明治11年8月20日 高砂村          | 西荒瀬村                   | 西荒瀬村                   | 昭和16年4月1日 酒田市に編入 | 酒田市                       | 酒田市                     | 平成17年11月1日 酒田市 | 酒田市 |
| 田川郡 | 遊摺部村                | 遊摺部村     | 遊摺部村                   | 遊摺部村              | 飽海郡   | 遊摺部村                        | 西平田村                   | 西平田村                   | 昭和16年4月1日 酒田市に編入 | 酒田市                       | 酒田市                     | 平成17年11月1日 酒田市 | 酒田市 |
| 田川郡 | 大宮村                  | 大宮村       | 大宮村                     | 大宮村                | 飽海郡   | 大宮村                          | 西平田村                   | 西平田村                   | 昭和16年4月1日 酒田市に編入 | 酒田市                       | 酒田市                     | 平成17年11月1日 酒田市 | 酒田市 |
| 飽海郡 | 大町村                  | 大町村       | 明治初年 大町村            | 大町村                | 飽海郡   | 大町村                          | 西平田村                   | 西平田村                   | 昭和16年4月1日 酒田市に編入 | 酒田市                       | 酒田市                     | 平成17年11月1日 酒田市 | 酒田市 |
| 飽海郡 | 四ツ興屋村              |              | 明治初年 大町村            | 大町村                | 飽海郡   | 大町村                          | 西平田村                   | 西平田村                   | 昭和16年4月1日 酒田市に編入 | 酒田市                       | 酒田市                     | 平成17年11月1日 酒田市 | 酒田市 |
| 飽海郡 | 三箇村                  |              | 明治初年 大町村            | 大町村                | 飽海郡   | 大町村                          | 西平田村                   | 西平田村                   | 昭和16年4月1日 酒田市に編入 | 酒田市                       | 酒田市                     | 平成17年11月1日 酒田市 | 酒田市 |
| 飽海郡 | 水呑村                  |              | 明治初年 大町村            | 大町村                | 飽海郡   | 大町村                          | 西平田村                   | 西平田村                   | 昭和16年4月1日 酒田市に編入 | 酒田市                       | 酒田市                     | 平成17年11月1日 酒田市 | 酒田市 |
| 飽海郡 | 新百姓村                |              | 明治初年 大町村            | 大町村                | 飽海郡   | 大町村                          | 西平田村                   | 西平田村                   | 昭和16年4月1日 酒田市に編入 | 酒田市                       | 酒田市                     | 平成17年11月1日 酒田市 | 酒田市 |
| 飽海郡 | 鵜渡川原村              | 鵜渡川原村   | 鵜渡川原村                 | 鵜渡川原村            | 飽海郡   | 鵜渡川原村                      | 鵜渡川原村                 | 昭和4年4月1日 酒田町に編入 | 昭和8年4月1日 市制 酒田市   | 酒田市                       | 酒田市                     | 平成17年11月1日 酒田市 | 酒田市 |
| 飽海郡 | 酒田町                  | 一部         | 酒田町                     | 酒田町                | 飽海郡   | 酒田町                          | 酒田町                     | 酒田町                     | 昭和8年4月1日 市制 酒田市   | 酒田市                       | 酒田市                     | 平成17年11月1日 酒田市 | 酒田市 |
| 飽海郡 | 酒田町                  | 一部         | 酒田町                     | 明治9年 浜田村        | 飽海郡   | 浜田村                          | 中平田村                   | 中平田村                   | 昭和16年4月1日 酒田市に編入 | 酒田市                       | 酒田市                     | 平成17年11月1日 酒田市 | 酒田市 |
| 飽海郡 | 米屋町                  | 米屋町       | 米屋町                     | 明治9年 浜田村        | 飽海郡   | 浜田村                          | 中平田村                   | 中平田村                   | 昭和16年4月1日 酒田市に編入 | 酒田市                       | 酒田市                     | 平成17年11月1日 酒田市 | 酒田市 |
| 飽海郡 | 内町                    | 内町         | 内町                       | 明治9年 浜田村        | 飽海郡   | 浜田村                          | 中平田村                   | 中平田村                   | 昭和16年4月1日 酒田市に編入 | 酒田市                       | 酒田市                     | 平成17年11月1日 酒田市 | 酒田市 |
| 飽海郡 | 浜町                    | 浜町         | 浜町                       | 明治9年 浜田村        | 飽海郡   | 浜田村                          | 中平田村                   | 中平田村                   | 昭和16年4月1日 酒田市に編入 | 酒田市                       | 酒田市                     | 平成17年11月1日 酒田市 | 酒田市 |
| 飽海郡 | 浜田村                  | 浜田村       | 浜田村                     | 明治9年 浜田村        | 飽海郡   | 浜田村                          | 中平田村                   | 中平田村                   | 昭和16年4月1日 酒田市に編入 | 酒田市                       | 酒田市                     | 平成17年11月1日 酒田市 | 酒田市 |
| 飽海郡 | 浜畑村                  | 浜畑村       | 浜畑村                     | 明治9年 浜田村        | 飽海郡   | 浜田村                          | 中平田村                   | 中平田村                   | 昭和16年4月1日 酒田市に編入 | 酒田市                       | 酒田市                     | 平成17年11月1日 酒田市 | 酒田市 |
| 飽海郡 | 手蔵田村                | 手蔵田村     | 手蔵田村                   | 明治9年 手蔵田村      | 飽海郡   | 手蔵田村                        | 中平田村                   | 中平田村                   | 中平田村                    | 昭和29年12月1日 酒田市に編入 | 酒田市                     | 平成17年11月1日 酒田市 | 酒田市 |
| 飽海郡 | 楯野内新田              | 楯野内新田   | 楯野内新田                 | 明治9年 手蔵田村      | 飽海郡   | 手蔵田村                        | 中平田村                   | 中平田村                   | 中平田村                    | 昭和29年12月1日 酒田市に編入 | 酒田市                     | 平成17年11月1日 酒田市 | 酒田市 |
| 飽海郡 | 上小堤村                | 上小堤村     | 上小堤村                   | 明治9年 手蔵田村      | 飽海郡   | 手蔵田村                        | 中平田村                   | 中平田村                   | 中平田村                    | 昭和29年12月1日 酒田市に編入 | 酒田市                     | 平成17年11月1日 酒田市 | 酒田市 |
| 飽海郡 | 下小堤村                | 下小堤村     | 下小堤村                   | 明治9年 手蔵田村      | 飽海郡   | 手蔵田村                        | 中平田村                   | 中平田村                   | 中平田村                    | 昭和29年12月1日 酒田市に編入 | 酒田市                     | 平成17年11月1日 酒田市 | 酒田市 |
| 飽海郡 | 熊野田村                | 熊野田村     | 熊野田村                   | 熊野田村              | 飽海郡   | 熊野田村                        | 中平田村                   | 中平田村                   | 中平田村                    | 昭和29年12月1日 酒田市に編入 | 酒田市                     | 平成17年11月1日 酒田市 | 酒田市 |
| 飽海郡 | 福島村                  | 福島村       | 福島村                     | 明治9年 熊手島村      | 飽海郡   | 熊手島村                        | 中平田村                   | 中平田村                   | 中平田村                    | 昭和29年12月1日 酒田市に編入 | 酒田市                     | 平成17年11月1日 酒田市 | 酒田市 |
| 飽海郡 | 熊野田興野村            | 熊野田興野村 | 熊野田興野村               | 明治9年 熊手島村      | 飽海郡   | 熊手島村                        | 中平田村                   | 中平田村                   | 中平田村                    | 昭和29年12月1日 酒田市に編入 | 酒田市                     | 平成17年11月1日 酒田市 | 酒田市 |
| 飽海郡 | 手蔵田興野村            | 手蔵田興野村 | 手蔵田興野村               | 明治9年 熊手島村      | 飽海郡   | 熊手島村                        | 中平田村                   | 中平田村                   | 中平田村                    | 昭和29年12月1日 酒田市に編入 | 酒田市                     | 平成17年11月1日 酒田市 | 酒田市 |
| 飽海郡 | 大槻新田村              | 大槻新田村   | 大槻新田村                 | 大槻新田村            | 飽海郡   | 大槻新田村                      | 中平田村                   | 中平田村                   | 中平田村                    | 昭和29年12月1日 酒田市に編入 | 酒田市                     | 平成17年11月1日 酒田市 | 酒田市 |
| 飽海郡 | 荻島村                  | 荻島村       | 荻島村                     | 荻島村                | 飽海郡   | 荻島村                          | 中平田村                   | 中平田村                   | 中平田村                    | 昭和29年12月1日 酒田市に編入 | 酒田市                     | 平成17年11月1日 酒田市 | 酒田市 |
| 飽海郡 | 本川村                  | 本川村       | 本川村                     | 本川村                | 飽海郡   | 本川村                          | 中平田村                   | 中平田村                   | 中平田村                    | 昭和29年12月1日 酒田市に編入 | 酒田市                     | 平成17年11月1日 酒田市 | 酒田市 |
| 飽海郡 | 茨野新田村              | 茨野新田村   | 茨野新田村                 | 茨野新田村            | 飽海郡   | 茨野新田村                      | 中平田村                   | 中平田村                   | 中平田村                    | 昭和29年12月1日 酒田市に編入 | 酒田市                     | 平成17年11月1日 酒田市 | 酒田市 |
| 飽海郡 | 小牧新田村              | 小牧新田村   | 小牧新田村                 | 小牧新田村            | 飽海郡   | 小牧新田村                      | 中平田村                   | 中平田村                   | 中平田村                    | 昭和29年12月1日 酒田市に編入 | 酒田市                     | 平成17年11月1日 酒田市 | 酒田市 |
| 飽海郡 | 中野新田村              | 中野新田村   | 中野新田村                 | 中野新田村            | 飽海郡   | 中野新田村                      | 中平田村                   | 中平田村                   | 中平田村                    | 昭和29年12月1日 酒田市に編入 | 酒田市                     | 平成17年11月1日 酒田市 | 酒田市 |
| 飽海郡 | 勝保関村                | 勝保関村     | 勝保関村                   | 勝保関村              | 飽海郡   | 勝保関村                        | 中平田村                   | 中平田村                   | 中平田村                    | 昭和29年12月1日 酒田市に編入 | 酒田市                     | 平成17年11月1日 酒田市 | 酒田市 |
| 飽海郡 | 土崎村                  | 土崎村       | 土崎村                     | 土崎村                | 飽海郡   | 土崎村                          | 中平田村                   | 中平田村                   | 中平田村                    | 昭和29年12月1日 酒田市に編入 | 酒田市                     | 平成17年11月1日 酒田市 | 酒田市 |
| 飽海郡 | 大多新田村              | 大多新田村   | 大多新田村                 | 大多新田村            | 飽海郡   | 大多新田村                      | 中平田村                   | 中平田村                   | 中平田村                    | 昭和29年12月1日 酒田市に編入 | 酒田市                     | 平成17年11月1日 酒田市 | 酒田市 |
| 飽海郡 | 小牧村                  | 小牧村       | 小牧村                     | 小牧村                | 飽海郡   | 小牧村                          | 中平田村                   | 中平田村                   | 中平田村                    | 昭和29年12月1日 酒田市に編入 | 酒田市                     | 平成17年11月1日 酒田市 | 酒田市 |
| 飽海郡 | 大野新田村              | 大野新田村   | 大野新田村                 | 大野新田村            | 飽海郡   | 大野新田村                      | 中平田村                   | 中平田村                   | 中平田村                    | 昭和29年12月1日 酒田市に編入 | 酒田市                     | 平成17年11月1日 酒田市 | 酒田市 |
| 飽海郡 | 古荒新田村              | 古荒新田村   | 古荒新田村                 | 古荒新田村            | 飽海郡   | 古荒新田村                      | 中平田村                   | 中平田村                   | 中平田村                    | 昭和29年12月1日 酒田市に編入 | 酒田市                     | 平成17年11月1日 酒田市 | 酒田市 |
| 飽海郡 | 上漆曽根村              | 上漆曽根村   | 上漆曽根村                 | 明治9年 漆曽根村      | 飽海郡   | 漆曽根村                        | 北平田村                   | 北平田村                   | 北平田村                    | 昭和29年12月1日 酒田市に編入 | 酒田市                     | 平成17年11月1日 酒田市 | 酒田市 |
| 飽海郡 | 中漆曽根村              | 中漆曽根村   | 中漆曽根村                 | 明治9年 漆曽根村      | 飽海郡   | 漆曽根村                        | 北平田村                   | 北平田村                   | 北平田村                    | 昭和29年12月1日 酒田市に編入 | 酒田市                     | 平成17年11月1日 酒田市 | 酒田市 |
| 飽海郡 | 下漆曽根村              | 下漆曽根村   | 下漆曽根村                 | 明治9年 漆曽根村      | 飽海郡   | 漆曽根村                        | 北平田村                   | 北平田村                   | 北平田村                    | 昭和29年12月1日 酒田市に編入 | 酒田市                     | 平成17年11月1日 酒田市 | 酒田市 |
| 飽海郡 | 町屋村                  | 町屋村       | 町屋村                     | 明治9年 漆曽根村      | 飽海郡   | 漆曽根村                        | 北平田村                   | 北平田村                   | 北平田村                    | 昭和29年12月1日 酒田市に編入 | 酒田市                     | 平成17年11月1日 酒田市 | 酒田市 |
| 飽海郡 | 新青渡村                | 新青渡村     | 新青渡村                   | 明治9年 新青渡村      | 飽海郡   | 新青渡村                        | 北平田村                   | 北平田村                   | 北平田村                    | 昭和29年12月1日 酒田市に編入 | 酒田市                     | 平成17年11月1日 酒田市 | 酒田市 |
| 飽海郡 | 南興野村                | 南興野村     | 南興野村                   | 明治9年 新青渡村      | 飽海郡   | 新青渡村                        | 北平田村                   | 北平田村                   | 北平田村                    | 昭和29年12月1日 酒田市に編入 | 酒田市                     | 平成17年11月1日 酒田市 | 酒田市 |
| 飽海郡 | 久保田村                | 久保田村     | 久保田村                   | 久保田村              | 飽海郡   | 久保田村                        | 北平田村                   | 北平田村                   | 北平田村                    | 昭和29年12月1日 酒田市に編入 | 酒田市                     | 平成17年11月1日 酒田市 | 酒田市 |
| 飽海郡 | 曽根田村                | 曽根田村     | 曽根田村                   | 曽根田村              | 飽海郡   | 曽根田村                        | 北平田村                   | 北平田村                   | 北平田村                    | 昭和29年12月1日 酒田市に編入 | 酒田市                     | 平成17年11月1日 酒田市 | 酒田市 |
| 飽海郡 | 古青渡村                | 古青渡村     | 古青渡村                   | 古青渡村              | 飽海郡   | 古青渡村                        | 北平田村                   | 北平田村                   | 北平田村                    | 昭和29年12月1日 酒田市に編入 | 酒田市                     | 平成17年11月1日 酒田市 | 酒田市 |
| 飽海郡 | 円能寺村                | 円能寺村     | 円能寺村                   | 明治9年 円能寺村      | 飽海郡   | 円能寺村                        | 北平田村                   | 北平田村                   | 北平田村                    | 昭和29年12月1日 酒田市に編入 | 酒田市                     | 平成17年11月1日 酒田市 | 酒田市 |
| 飽海郡 | 中興野村                | 中興野村     | 中興野村                   | 明治9年 円能寺村      | 飽海郡   | 円能寺村                        | 北平田村                   | 北平田村                   | 北平田村                    | 昭和29年12月1日 酒田市に編入 | 酒田市                     | 平成17年11月1日 酒田市 | 酒田市 |
| 飽海郡 | 布目村                  | 布目村       | 布目村                     | 布目村                | 飽海郡   | 布目村                          | 北平田村                   | 北平田村                   | 北平田村                    | 昭和29年12月1日 酒田市に編入 | 酒田市                     | 平成17年11月1日 酒田市 | 酒田市 |
| 飽海郡 | 上興野村                | 上興野村     | 上興野村                   | 上興野村              | 飽海郡   | 上興野村                        | 北平田村                   | 北平田村                   | 北平田村                    | 昭和29年12月1日 酒田市に編入 | 酒田市                     | 平成17年11月1日 酒田市 | 酒田市 |
| 飽海郡 | 中野曽根村              | 中野曽根村   | 中野曽根村                 | 中野曽根村            | 飽海郡   | 中野曽根村                      | 北平田村                   | 北平田村                   | 北平田村                    | 昭和29年12月1日 酒田市に編入 | 酒田市                     | 平成17年11月1日 酒田市 | 酒田市 |
| 飽海郡 | 牧曽根村                | 牧曽根村     | 牧曽根村                   | 牧曽根村              | 飽海郡   | 牧曽根村                        | 北平田村                   | 北平田村                   | 北平田村                    | 昭和29年12月1日 酒田市に編入 | 酒田市                     | 平成17年11月1日 酒田市 | 酒田市 |
| 飽海郡 | 大石村                  | 大石村       | 明治初年 大石村            | 大石村                | 飽海郡   | 大石村                          | 東平田村                   | 東平田村                   | 東平田村                    | 昭和29年12月1日 酒田市に編入 | 酒田市                     | 平成17年11月1日 酒田市 | 酒田市 |
| 飽海郡 | 矢流川村                |              | 明治初年 大石村            | 大石村                | 飽海郡   | 大石村                          | 東平田村                   | 東平田村                   | 東平田村                    | 昭和29年12月1日 酒田市に編入 | 酒田市                     | 平成17年11月1日 酒田市 | 酒田市 |
| 飽海郡 | 滝野沢村                |              | 明治初年 大石村            | 大石村                | 飽海郡   | 大石村                          | 東平田村                   | 東平田村                   | 東平田村                    | 昭和29年12月1日 酒田市に編入 | 酒田市                     | 平成17年11月1日 酒田市 | 酒田市 |
| 飽海郡 | 大平村                  |              | 明治初年 大石村            | 大石村                | 飽海郡   | 大石村                          | 東平田村                   | 東平田村                   | 東平田村                    | 昭和29年12月1日 酒田市に編入 | 酒田市                     | 平成17年11月1日 酒田市 | 酒田市 |
| 飽海郡 | 寺内村                  | 寺内村       | 寺内村                     | 明治9年 北沢村        | 飽海郡   | 北沢村                          | 東平田村                   | 東平田村                   | 東平田村                    | 昭和29年12月1日 酒田市に編入 | 酒田市                     | 平成17年11月1日 酒田市 | 酒田市 |
| 飽海郡 | 北境村                  | 北境村       | 北境村                     | 明治9年 北沢村        | 飽海郡   | 北沢村                          | 東平田村                   | 東平田村                   | 東平田村                    | 昭和29年12月1日 酒田市に編入 | 酒田市                     | 平成17年11月1日 酒田市 | 酒田市 |
| 飽海郡 | 金生沢村                | 金生沢村     | 金生沢村                   | 明治9年 北沢村        | 飽海郡   | 北沢村                          | 東平田村                   | 東平田村                   | 東平田村                    | 昭和29年12月1日 酒田市に編入 | 酒田市                     | 平成17年11月1日 酒田市 | 酒田市 |
| 飽海郡 | 関村                    | 関村         | 関村                       | 関村                  | 飽海郡   | 関村                            | 東平田村                   | 東平田村                   | 東平田村                    | 昭和29年12月1日 酒田市に編入 | 酒田市                     | 平成17年11月1日 酒田市 | 酒田市 |
| 飽海郡 | 横代村                  | 横代村       | 横代村                     | 横代村                | 飽海郡   | 横代村                          | 東平田村                   | 東平田村                   | 東平田村                    | 昭和29年12月1日 酒田市に編入 | 酒田市                     | 平成17年11月1日 酒田市 | 酒田市 |
| 飽海郡 | 境興野村                | 境興野村     | 境興野村                   | 境興野村              | 飽海郡   | 境興野村                        | 東平田村                   | 東平田村                   | 東平田村                    | 昭和29年12月1日 酒田市に編入 | 酒田市                     | 平成17年11月1日 酒田市 | 酒田市 |
| 飽海郡 | 南吉田村                | 南吉田村     | 南吉田村                   | 明治9年 吉田村        | 飽海郡   | 吉田村                          | 上田村                     | 上田村                     | 上田村                      | 昭和29年12月1日 酒田市に編入 | 酒田市                     | 平成17年11月1日 酒田市 | 酒田市 |
| 飽海郡 | 上野曽根村              | 上野曽根村   | 上野曽根村                 | 明治9年 吉田村        | 飽海郡   | 明治14年3月17日 分立 上野曽根村 | 上田村                     | 上田村                     | 上田村                      | 昭和29年12月1日 酒田市に編入 | 酒田市                     | 平成17年11月1日 酒田市 | 酒田市 |
| 飽海郡 | 鶴田村                  | 鶴田村       | 鶴田村                     | 明治9年 吉田村        | 飽海郡   | 明治14年3月17日 分立 鶴田村     | 上田村                     | 上田村                     | 上田村                      | 昭和29年12月1日 酒田市に編入 | 酒田市                     | 平成17年11月1日 酒田市 | 酒田市 |
| 飽海郡 | 吉田新田村              | 吉田新田村   | 吉田新田村                 | 吉田新田村            | 飽海郡   | 吉田新田村                      | 上田村                     | 上田村                     | 上田村                      | 昭和29年12月1日 酒田市に編入 | 酒田市                     | 平成17年11月1日 酒田市 | 酒田市 |
| 飽海郡 | 安田興野村              | 安田興野村   | 安田興野村                 | 明治9年 安田村        | 飽海郡   | 安田村                          | 上田村                     | 上田村                     | 上田村                      | 昭和29年12月1日 酒田市に編入 | 酒田市                     | 平成17年11月1日 酒田市 | 酒田市 |
| 飽海郡 | 地蔵寺村                | 地蔵寺村     | 地蔵寺村                   | 明治9年 安田村        | 飽海郡   | 安田村                          | 上田村                     | 上田村                     | 上田村                      | 昭和29年12月1日 酒田市に編入 | 酒田市                     | 平成17年11月1日 酒田市 | 酒田市 |
| 飽海郡 | 下安田村                | 下安田村     | 下安田村                   | 明治9年 安田村        | 飽海郡   | 安田村                          | 上田村                     | 上田村                     | 上田村                      | 昭和29年12月1日 酒田市に編入 | 酒田市                     | 平成17年11月1日 酒田市 | 酒田市 |
| 飽海郡 | 古川村                  | 古川村       | 古川村                     | 明治9年 苅穂村        | 飽海郡   | 苅穂村                          | 上田村                     | 上田村                     | 上田村                      | 昭和29年12月1日 酒田市に編入 | 酒田市                     | 平成17年11月1日 酒田市 | 酒田市 |
| 飽海郡 | 上安田村                | 上安田村     | 上安田村                   | 明治9年 苅穂村        | 飽海郡   | 苅穂村                          | 上田村                     | 上田村                     | 上田村                      | 昭和29年12月1日 酒田市に編入 | 酒田市                     | 平成17年11月1日 酒田市 | 酒田市 |
| 飽海郡 | 本楯村                  | 本楯村       | 本楯村                     | 明治9年 本楯村        | 飽海郡   | 本楯村                          | 本楯村                     | 本楯村                     | 本楯村                      | 昭和29年12月1日 酒田市に編入 | 酒田市                     | 平成17年11月1日 酒田市 | 酒田市 |
| 飽海郡 | 荒田目村                | 荒田目村     | 荒田目村                   | 明治9年 本楯村        | 飽海郡   | 本楯村                          | 本楯村                     | 本楯村                     | 本楯村                      | 昭和29年12月1日 酒田市に編入 | 酒田市                     | 平成17年11月1日 酒田市 | 酒田市 |
| 飽海郡 | 勝竜寺村                | 勝竜寺村     | 勝竜寺村                   | 明治9年 庭田村        | 飽海郡   | 庭田村                          | 本楯村                     | 本楯村                     | 本楯村                      | 昭和29年12月1日 酒田市に編入 | 酒田市                     | 平成17年11月1日 酒田市 | 酒田市 |
| 飽海郡 | 市野坪村                | 市野坪村     | 市野坪村                   | 明治9年 庭田村        | 飽海郡   | 庭田村                          | 本楯村                     | 本楯村                     | 本楯村                      | 昭和29年12月1日 酒田市に編入 | 酒田市                     | 平成17年11月1日 酒田市 | 酒田市 |
| 飽海郡 | 福升村                  | 福升村       | 福升村                     | 明治9年 豊原村        | 飽海郡   | 豊原村                          | 本楯村                     | 本楯村                     | 本楯村                      | 昭和29年12月1日 酒田市に編入 | 酒田市                     | 平成17年11月1日 酒田市 | 酒田市 |
| 飽海郡 | 二ツ柳村                | 二ツ柳村     | 二ツ柳村                   | 明治9年 豊原村        | 飽海郡   | 豊原村                          | 本楯村                     | 本楯村                     | 本楯村                      | 昭和29年12月1日 酒田市に編入 | 酒田市                     | 平成17年11月1日 酒田市 | 酒田市 |
| 飽海郡 | 宮形村                  | 宮形村       | 宮形村                     | 明治9年 城輪村        | 飽海郡   | 城輪村                          | 本楯村                     | 本楯村                     | 本楯村                      | 昭和29年12月1日 酒田市に編入 | 酒田市                     | 平成17年11月1日 酒田市 | 酒田市 |
| 飽海郡 | 木之内村                | 木之内村     | 木之内村                   | 明治9年 城輪村        | 飽海郡   | 城輪村                          | 本楯村                     | 本楯村                     | 本楯村                      | 昭和29年12月1日 酒田市に編入 | 酒田市                     | 平成17年11月1日 酒田市 | 酒田市 |
| 飽海郡 | 星川興野村              | 星川興野村   | 星川興野村                 | 明治9年 城輪村        | 飽海郡   | 城輪村                          | 本楯村                     | 本楯村                     | 本楯村                      | 昭和29年12月1日 酒田市に編入 | 酒田市                     | 平成17年11月1日 酒田市 | 酒田市 |
| 飽海郡 | 中川村                  | 中川村       | 中川村                     | 明治9年 豊川村        | 飽海郡   | 豊川村                          | 本楯村                     | 本楯村                     | 本楯村                      | 昭和29年12月1日 酒田市に編入 | 酒田市                     | 平成17年11月1日 酒田市 | 酒田市 |
| 飽海郡 | 苅屋村                  | 苅屋村       | 苅屋村                     | 明治9年 豊川村        | 飽海郡   | 豊川村                          | 本楯村                     | 本楯村                     | 本楯村                      | 昭和29年12月1日 酒田市に編入 | 酒田市                     | 平成17年11月1日 酒田市 | 酒田市 |
| 飽海郡 | 明成寺村                | 明成寺村     | 明成寺村                   | 明治9年 豊川村        | 飽海郡   | 豊川村                          | 本楯村                     | 本楯村                     | 本楯村                      | 昭和29年12月1日 酒田市に編入 | 酒田市                     | 平成17年11月1日 酒田市 | 酒田市 |
| 飽海郡 | 若王子村                | 若王子村     | 若王子村                   | 明治9年 豊川村        | 飽海郡   | 豊川村                          | 本楯村                     | 本楯村                     | 本楯村                      | 昭和29年12月1日 酒田市に編入 | 酒田市                     | 平成17年11月1日 酒田市 | 酒田市 |
| 飽海郡 | 館内村                  | 館内村       | 館内村                     | 明治9年 豊川村        | 飽海郡   | 豊川村                          | 本楯村                     | 本楯村                     | 本楯村                      | 昭和29年12月1日 酒田市に編入 | 酒田市                     | 平成17年11月1日 酒田市 | 酒田市 |
| 飽海郡 | 三ツ橋村                | 三ツ橋村     | 三ツ橋村                   | 明治9年 大豊田村      | 飽海郡   | 大豊田村                        | 本楯村                     | 本楯村                     | 本楯村                      | 昭和29年12月1日 酒田市に編入 | 酒田市                     | 平成17年11月1日 酒田市 | 酒田市 |
| 飽海郡 | 上星川村                | 上星川村     | 上星川村                   | 明治9年 大豊田村      | 飽海郡   | 大豊田村                        | 本楯村                     | 本楯村                     | 本楯村                      | 昭和29年12月1日 酒田市に編入 | 酒田市                     | 平成17年11月1日 酒田市 | 酒田市 |
| 飽海郡 | 中星川村                | 中星川村     | 中星川村                   | 明治9年 大豊田村      | 飽海郡   | 大豊田村                        | 本楯村                     | 本楯村                     | 本楯村                      | 昭和29年12月1日 酒田市に編入 | 酒田市                     | 平成17年11月1日 酒田市 | 酒田市 |
| 飽海郡 | 下星川村                | 下星川村     | 下星川村                   | 明治9年 大豊田村      | 飽海郡   | 大豊田村                        | 本楯村                     | 本楯村                     | 本楯村                      | 昭和29年12月1日 酒田市に編入 | 酒田市                     | 平成17年11月1日 酒田市 | 酒田市 |
| 飽海郡 | 中吉田村                | 中吉田村     | 中吉田村                   | 明治9年 保岡村        | 飽海郡   | 保岡村                          | 本楯村                     | 本楯村                     | 本楯村                      | 昭和29年12月1日 酒田市に編入 | 酒田市                     | 平成17年11月1日 酒田市 | 酒田市 |
| 飽海郡 | 北吉田村                | 北吉田村     | 北吉田村                   | 明治9年 保岡村        | 飽海郡   | 保岡村                          | 本楯村                     | 本楯村                     | 本楯村                      | 昭和29年12月1日 酒田市に編入 | 酒田市                     | 平成17年11月1日 酒田市 | 酒田市 |
| 飽海郡 | 越橋村                  | 越橋村       | 越橋村                     | 明治9年 保岡村        | 飽海郡   | 保岡村                          | 本楯村                     | 本楯村                     | 本楯村                      | 昭和29年12月1日 酒田市に編入 | 酒田市                     | 平成17年11月1日 酒田市 | 酒田市 |
| 飽海郡 | 高田新田村              | 高田新田村   | 高田新田村                 | 明治9年 保岡村        | 飽海郡   | 保岡村                          | 本楯村                     | 本楯村                     | 本楯村                      | 昭和29年12月1日 酒田市に編入 | 酒田市                     | 平成17年11月1日 酒田市 | 酒田市 |
| 飽海郡 | 京屋新田村              | 京屋新田村   | 京屋新田村                 | 明治9年 保岡村        | 飽海郡   | 保岡村                          | 本楯村                     | 本楯村                     | 本楯村                      | 昭和29年12月1日 酒田市に編入 | 酒田市                     | 平成17年11月1日 酒田市 | 酒田市 |
| 飽海郡 | 今泉村                  | 今泉村       | 今泉村                     | 明治9年 千代田村      | 飽海郡   | 千代田村                        | 南遊佐村                   | 南遊佐村                   | 南遊佐村                    | 昭和29年12月1日 酒田市に編入 | 酒田市                     | 平成17年11月1日 酒田市 | 酒田市 |
| 飽海郡 | 外野村                  | 外野村       | 外野村                     | 明治9年 千代田村      | 飽海郡   | 千代田村                        | 南遊佐村                   | 南遊佐村                   | 南遊佐村                    | 昭和29年12月1日 酒田市に編入 | 酒田市                     | 平成17年11月1日 酒田市 | 酒田市 |
| 飽海郡 | 宮野内村                | 宮野内村     | 宮野内村                   | 明治9年 宮内村        | 飽海郡   | 宮内村                          | 南遊佐村                   | 南遊佐村                   | 南遊佐村                    | 昭和29年12月1日 酒田市に編入 | 酒田市                     | 平成17年11月1日 酒田市 | 酒田市 |
| 飽海郡 | 宮野内新田村            | 宮野内新田村 | 宮野内新田村               | 明治9年 宮内村        | 飽海郡   | 宮内村                          | 南遊佐村                   | 南遊佐村                   | 南遊佐村                    | 昭和29年12月1日 酒田市に編入 | 酒田市                     | 平成17年11月1日 酒田市 | 酒田市 |
| 飽海郡 | 中島村                  | 中島村       | 中島村                     | 明治9年 米島村        | 飽海郡   | 米島村                          | 南遊佐村                   | 南遊佐村                   | 南遊佐村                    | 昭和29年12月1日 酒田市に編入 | 酒田市                     | 平成17年11月1日 酒田市 | 酒田市 |
| 飽海郡 | 興休村                  | 興休村       | 興休村                     | 明治9年 米島村        | 飽海郡   | 米島村                          | 南遊佐村                   | 南遊佐村                   | 南遊佐村                    | 昭和29年12月1日 酒田市に編入 | 酒田市                     | 平成17年11月1日 酒田市 | 酒田市 |
| 田川郡 | 黒森村                  | 黒森村       | 黒森村                     | 黒森村                | 西田川郡 | 黒森村                          | 袖浦村                     | 袖浦村                     | 袖浦村                      | 昭和29年12月1日 酒田市に編入 | 酒田市                     | 平成17年11月1日 酒田市 | 酒田市 |
| 田川郡 | 坂野辺新田村            | 坂野辺新田村 | 坂野辺新田村               | 坂野辺新田村          | 西田川郡 | 坂野辺新田村                    | 袖浦村                     | 袖浦村                     | 袖浦村                      | 昭和29年12月1日 酒田市に編入 | 酒田市                     | 平成17年11月1日 酒田市 | 酒田市 |
| 田川郡 | 十里塚村                | 十里塚村     | 十里塚村                   | 十里塚村              | 西田川郡 | 十里塚村                        | 袖浦村                     | 袖浦村                     | 袖浦村                      | 昭和29年12月1日 酒田市に編入 | 酒田市                     | 平成17年11月1日 酒田市 | 酒田市 |
| 田川郡 | 宮野浦村                | 宮野浦村     | 宮野浦村                   | 宮野浦村              | 西田川郡 | 宮野浦村                        | 袖浦村                     | 袖浦村                     | 袖浦村                      | 昭和29年12月1日 酒田市に編入 | 酒田市                     | 平成17年11月1日 酒田市 | 酒田市 |
| 田川郡 | 浜中村                  | 浜中村       | 浜中村                     | 浜中村                | 西田川郡 | 浜中村                          | 袖浦村                     | 袖浦村                     | 袖浦村                      | 昭和29年12月1日 酒田市に編入 | 酒田市                     | 平成17年11月1日 酒田市 | 酒田市 |
| 田川郡 | 広岡新田村              | 広岡新田村   | 広岡新田村                 | 広岡新田村            | 西田川郡 | 広岡新田村                      | 袖浦村                     | 袖浦村                     | 袖浦村                      | 昭和29年12月1日 酒田市に編入 | 酒田市                     | 平成17年11月1日 酒田市 | 酒田市 |
| 田川郡 | 広野新田村              | 広野新田村   | 広野新田村                 | 明治9年 広野新田村    | 東田川郡 | 広野新田村                      | 広野村                     | 広野村                     | 広野村                      | 昭和29年12月1日 酒田市に編入 | 酒田市                     | 平成17年11月1日 酒田市 | 酒田市 |
| 田川郡 | 奥井新田村              | 奥井新田村   | 奥井新田村                 | 明治9年 広野新田村    | 東田川郡 | 広野新田村                      | 広野村                     | 広野村                     | 広野村                      | 昭和29年12月1日 酒田市に編入 | 酒田市                     | 平成17年11月1日 酒田市 | 酒田市 |
| 田川郡 | 興屋村                  | 興屋村       | 興屋村                     | 明治9年 広野新田村    | 東田川郡 | 広野新田村                      | 広野村                     | 広野村                     | 広野村                      | 昭和29年12月1日 酒田市に編入 | 酒田市                     | 平成17年11月1日 酒田市 | 酒田市 |
| 田川郡 | 大渕村                  | 大渕村       | 大渕村                     | 大渕村                | 東田川郡 | 大渕村                          | 広野村                     | 広野村                     | 広野村                      | 昭和29年12月1日 酒田市に編入 | 酒田市                     | 平成17年11月1日 酒田市 | 酒田市 |
| 田川郡 | 福岡村                  | 福岡村       | 福岡村                     | 福岡村                | 東田川郡 | 福岡村                          | 広野村                     | 広野村                     | 広野村                      | 昭和29年12月1日 酒田市に編入 | 酒田市                     | 平成17年11月1日 酒田市 | 酒田市 |
| 田川郡 | 丸沼村                  | 丸沼村       | 丸沼村                     | 丸沼村                | 東田川郡 | 丸沼村                          | 新堀村                     | 新堀村                     | 新堀村                      | 昭和29年12月1日 酒田市に編入 | 酒田市                     | 平成17年11月1日 酒田市 | 酒田市 |
| 田川郡 | 新堀村                  | 新堀村       | 新堀村                     | 新堀村                | 東田川郡 | 新堀村                          | 新堀村                     | 新堀村                     | 新堀村                      | 昭和29年12月1日 酒田市に編入 | 酒田市                     | 平成17年11月1日 酒田市 | 酒田市 |
| 田川郡 | 落野目村                | 落野目村     | 落野目村                   | 落野目村              | 東田川郡 | 落野目村                        | 新堀村                     | 新堀村                     | 新堀村                      | 昭和29年12月1日 酒田市に編入 | 酒田市                     | 平成17年11月1日 酒田市 | 酒田市 |
| 田川郡 | 板戸村                  | 板戸村       | 板戸村                     | 板戸村                | 東田川郡 | 板戸村                          | 新堀村                     | 新堀村                     | 新堀村                      | 昭和29年12月1日 酒田市に編入 | 酒田市                     | 平成17年11月1日 酒田市 | 酒田市 |
| 田川郡 | 木川村                  | 木川村       | 木川村                     | 木川村                | 東田川郡 | 木川村                          | 新堀村                     | 新堀村                     | 新堀村                      | 昭和29年12月1日 酒田市に編入 | 酒田市                     | 平成17年11月1日 酒田市 | 酒田市 |
| 田川郡 | 局村                    | 局村         | 局村                       | 局村                  | 東田川郡 | 局村                            | 新堀村                     | 新堀村                     | 新堀村                      | 昭和29年12月1日 酒田市に編入 | 酒田市                     | 平成17年11月1日 酒田市 | 酒田市 |
| 田川郡 | 門田村                  | 門田村       | 門田村                     | 明治9年 門田村の一部  | 東田川郡 | 門田村の一部                    | 新堀村                     | 新堀村                     | 新堀村                      | 昭和29年12月1日 酒田市に編入 | 酒田市                     | 平成17年11月1日 酒田市 | 酒田市 |

## 地理

酒田港と酒田市中心部周辺の空中写真。最上川河口の右岸に酒田の町は形成されている。1976年撮影の14枚を合成作成。
。

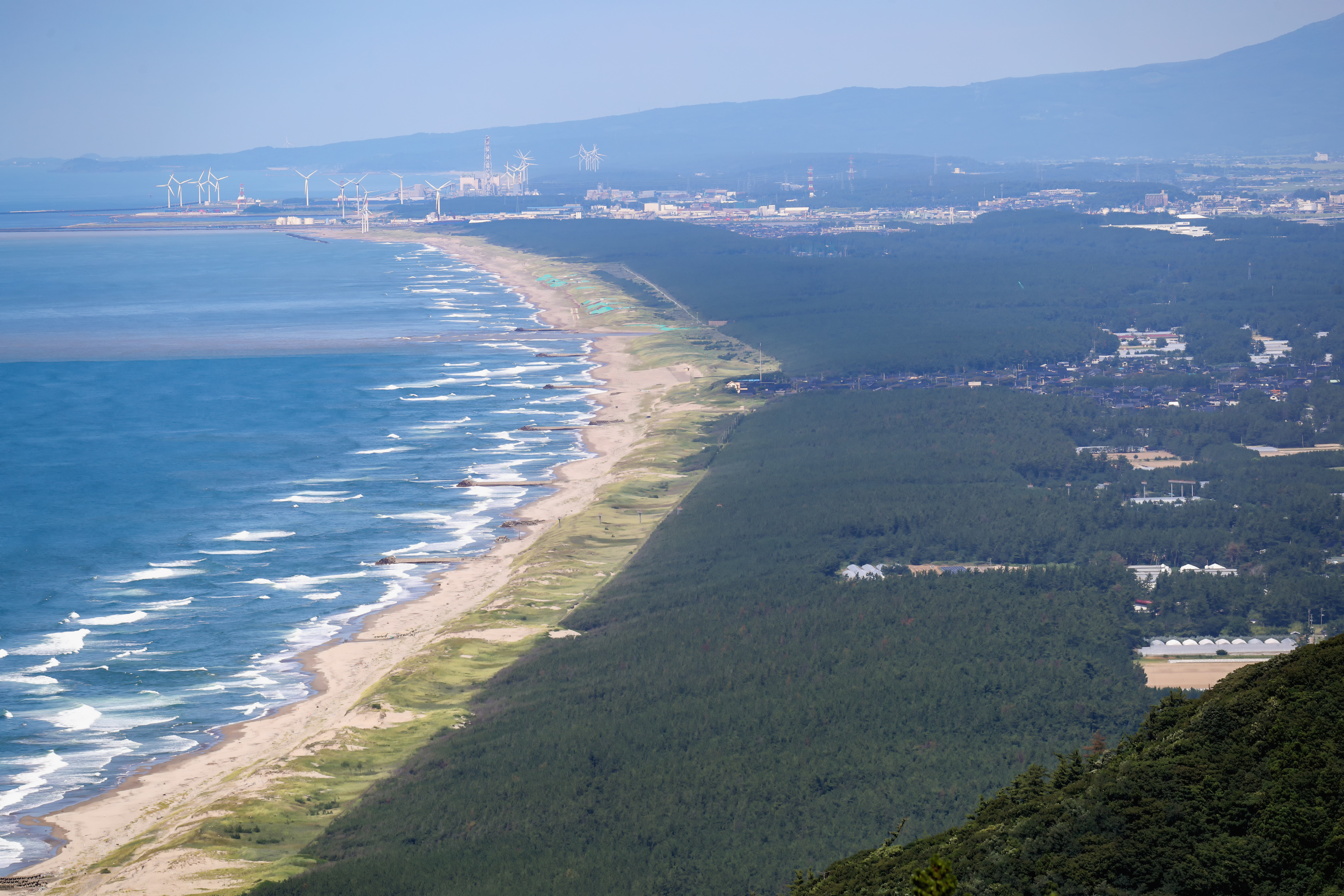
庄内砂丘

市域の大部分が庄内平野の平坦地で、河川によって運ばれた豊富な土壌で稲作を行っている。そのため、春から夏にかけては田園風景が広がる。海岸沿いの砂丘地ではメロンやイチゴの栽培をしている。市街地は最上川の河口右岸に集中している。
市の北部には鳥海山があり、そのふもとから日向川（にっこうがわ）が流れ出る。
- 山　：鳥海山、飯森山、鷹尾山、胎蔵山
- 砂丘：庄内砂丘
- 河川：最上川、日向川、赤川、京田川、新井田川、荒瀬川、相沢川、田沢川
- 湖沼：鶴間池、与蔵沼
- ダム：田沢川ダム（庄内北部の市町に水を供給する多目的ダム）
- 峡谷：青沢峡、前ノ川峡

### 気候
日本海側気候で、豪雪地帯対策特別措置法において旧八幡町は特別豪雪地帯に、それ以外の地域は豪雪地帯に指定されている。冬は季節風が非常に強くなるため、平野部の積雪量は比較的少ない。なお、冬季は雷も多い。
夏場はフェーン現象により高温となる場合があり、1978年8月3日には最高気温40.1℃を記録した。日本の公式な気象観測所で40℃以上の気温が観測されたのは太平洋戦争後では初めてで、当時歴代3位に相当する記録であった。
| 酒田市亀ケ崎（酒田特別地域気象観測所、標高3m）の気候    | 酒田市亀ケ崎（酒田特別地域気象観測所、標高3m）の気候 | 酒田市亀ケ崎（酒田特別地域気象観測所、標高3m）の気候 | 酒田市亀ケ崎（酒田特別地域気象観測所、標高3m）の気候 | 酒田市亀ケ崎（酒田特別地域気象観測所、標高3m）の気候 | 酒田市亀ケ崎（酒田特別地域気象観測所、標高3m）の気候 | 酒田市亀ケ崎（酒田特別地域気象観測所、標高3m）の気候 | 酒田市亀ケ崎（酒田特別地域気象観測所、標高3m）の気候 | 酒田市亀ケ崎（酒田特別地域気象観測所、標高3m）の気候 | 酒田市亀ケ崎（酒田特別地域気象観測所、標高3m）の気候 | 酒田市亀ケ崎（酒田特別地域気象観測所、標高3m）の気候 | 酒田市亀ケ崎（酒田特別地域気象観測所、標高3m）の気候 | 酒田市亀ケ崎（酒田特別地域気象観測所、標高3m）の気候 | 酒田市亀ケ崎（酒田特別地域気象観測所、標高3m）の気候 |
| 月                                                      | 1月                                                  | 2月                                                  | 3月                                                  | 4月                                                  | 5月                                                  | 6月                                                  | 7月                                                  | 8月                                                  | 9月                                                  | 10月                                                 | 11月                                                 | 12月                                                 | 年                                                   |
| ------------------------------------------------------- | ---------------------------------------------------- | ---------------------------------------------------- | ---------------------------------------------------- | ---------------------------------------------------- | ---------------------------------------------------- | ---------------------------------------------------- | ---------------------------------------------------- | ---------------------------------------------------- | ---------------------------------------------------- | ---------------------------------------------------- | ---------------------------------------------------- | ---------------------------------------------------- | ---------------------------------------------------- |
| 最高気温記録 °C （°F）                                  | 15.5 (59.9)                                          | 21.6 (70.9)                                          | 22.7 (72.9)                                          | 29.9 (85.8)                                          | 31.3 (88.3)                                          | 34.2 (93.6)                                          | 37.7 (99.9)                                          | 40.1 (104.2)                                         | 36.8 (98.2)                                          | 32.1 (89.8)                                          | 25.8 (78.4)                                          | 19.0 (66.2)                                          | 40.1 (104.2)                                         |
| 平均最高気温 °C （°F）                                  | 4.5 (40.1)                                           | 5.2 (41.4)                                           | 8.9 (48)                                             | 14.8 (58.6)                                          | 20.3 (68.5)                                          | 24.1 (75.4)                                          | 27.6 (81.7)                                          | 29.7 (85.5)                                          | 25.8 (78.4)                                          | 19.8 (67.6)                                          | 13.6 (56.5)                                          | 7.6 (45.7)                                           | 16.8 (62.2)                                          |
| 日平均気温 °C （°F）                                    | 1.9 (35.4)                                           | 2.2 (36)                                             | 5.1 (41.2)                                           | 10.2 (50.4)                                          | 15.7 (60.3)                                          | 20.0 (68)                                            | 23.8 (74.8)                                          | 25.5 (77.9)                                          | 21.6 (70.9)                                          | 15.6 (60.1)                                          | 9.7 (49.5)                                           | 4.5 (40.1)                                           | 13.0 (55.4)                                          |
| 平均最低気温 °C （°F）                                  | −0.6 (30.9)                                          | −0.8 (30.6)                                          | 1.4 (34.5)                                           | 5.8 (42.4)                                           | 11.6 (52.9)                                          | 16.5 (61.7)                                          | 20.7 (69.3)                                          | 22.0 (71.6)                                          | 17.8 (64)                                            | 11.6 (52.9)                                          | 5.9 (42.6)                                           | 1.6 (34.9)                                           | 9.5 (49.1)                                           |
| 最低気温記録 °C （°F）                                  | −16.9 (1.6)                                          | −12.8 (9)                                            | −9.9 (14.2)                                          | −3.7 (25.3)                                          | −0.2 (31.6)                                          | 7.5 (45.5)                                           | 9.5 (49.1)                                           | 13.2 (55.8)                                          | 7.0 (44.6)                                           | 1.4 (34.5)                                           | −5.1 (22.8)                                          | −12.5 (9.5)                                          | −16.9 (1.6)                                          |
| 降水量 mm （inch）                                      | 177.7 (6.996)                                        | 118.4 (4.661)                                        | 111.1 (4.374)                                        | 103.6 (4.079)                                        | 122.6 (4.827)                                        | 125.3 (4.933)                                        | 218.7 (8.61)                                         | 205.6 (8.094)                                        | 176.2 (6.937)                                        | 188.6 (7.425)                                        | 222.0 (8.74)                                         | 217.0 (8.543)                                        | 1,986.8 (78.22)                                      |
| 降雪量 cm （inch）                                      | 85 (33.5)                                            | 62 (24.4)                                            | 20 (7.9)                                             | 0 (0)                                                | 0 (0)                                                | 0 (0)                                                | 0 (0)                                                | 0 (0)                                                | 0 (0)                                                | 0 (0)                                                | 3 (1.2)                                              | 40 (15.7)                                            | 211 (83.1)                                           |
| 平均降水日数 （≥0.5 mm）                                | 26.3                                                 | 21.9                                                 | 19.1                                                 | 13.6                                                 | 12.7                                                 | 11.6                                                 | 14.0                                                 | 12.1                                                 | 14.4                                                 | 16.1                                                 | 20.7                                                 | 25.3                                                 | 207.9                                                |
| 平均降雪日数 （≥1cm）                                   | 18.3                                                 | 15.2                                                 | 5.8                                                  | 0.3                                                  | 0.0                                                  | 0.0                                                  | 0.0                                                  | 0.0                                                  | 0.0                                                  | 0.0                                                  | 0.5                                                  | 9.2                                                  | 49.2                                                 |
| % 湿度                                                  | 72                                                   | 70                                                   | 67                                                   | 67                                                   | 71                                                   | 75                                                   | 79                                                   | 76                                                   | 75                                                   | 72                                                   | 71                                                   | 71                                                   | 72                                                   |
| 平均月間日照時間                                        | 36.8                                                 | 60.1                                                 | 115.1                                                | 169.0                                                | 194.7                                                | 181.9                                                | 159.5                                                | 199.5                                                | 156.8                                                | 136.1                                                | 84.3                                                 | 41.7                                                 | 1,538.8                                              |
| 出典：気象庁 (平均値：1991年-2020年、極値：1937年-現在) |                                                      |                                                      |                                                      |                                                      |                                                      |                                                      |                                                      |                                                      |                                                      |                                                      |                                                      |                                                      |                                                      |

| 飛島（酒田市飛島字勝浦乙、標高58m）の気候 | 飛島（酒田市飛島字勝浦乙、標高58m）の気候 | 飛島（酒田市飛島字勝浦乙、標高58m）の気候 | 飛島（酒田市飛島字勝浦乙、標高58m）の気候 | 飛島（酒田市飛島字勝浦乙、標高58m）の気候 | 飛島（酒田市飛島字勝浦乙、標高58m）の気候 | 飛島（酒田市飛島字勝浦乙、標高58m）の気候 | 飛島（酒田市飛島字勝浦乙、標高58m）の気候 | 飛島（酒田市飛島字勝浦乙、標高58m）の気候 | 飛島（酒田市飛島字勝浦乙、標高58m）の気候 | 飛島（酒田市飛島字勝浦乙、標高58m）の気候 | 飛島（酒田市飛島字勝浦乙、標高58m）の気候 | 飛島（酒田市飛島字勝浦乙、標高58m）の気候 | 飛島（酒田市飛島字勝浦乙、標高58m）の気候 |
| 月                                        | 1月                                       | 2月                                       | 3月                                       | 4月                                       | 5月                                       | 6月                                       | 7月                                       | 8月                                       | 9月                                       | 10月                                      | 11月                                      | 12月                                      | 年                                        |
| ----------------------------------------- | ----------------------------------------- | ----------------------------------------- | ----------------------------------------- | ----------------------------------------- | ----------------------------------------- | ----------------------------------------- | ----------------------------------------- | ----------------------------------------- | ----------------------------------------- | ----------------------------------------- | ----------------------------------------- | ----------------------------------------- | ----------------------------------------- |
| 最高気温記録 °C （°F）                    | 13.4 (56.1)                               | 16.1 (61)                                 | 18.0 (64.4)                               | 24.9 (76.8)                               | 28.1 (82.6)                               | 32.0 (89.6)                               | 34.0 (93.2)                               | 36.0 (96.8)                               | 33.1 (91.6)                               | 27.3 (81.1)                               | 23.1 (73.6)                               | 18.5 (65.3)                               | 36.0 (96.8)                               |
| 平均最高気温 °C （°F）                    | 4.7 (40.5)                                | 5.3 (41.5)                                | 8.6 (47.5)                                | 13.6 (56.5)                               | 18.5 (65.3)                               | 22.7 (72.9)                               | 26.1 (79)                                 | 28.4 (83.1)                               | 24.8 (76.6)                               | 19.2 (66.6)                               | 13.3 (55.9)                               | 7.6 (45.7)                                | 16.1 (61)                                 |
| 日平均気温 °C （°F）                      | 2.1 (35.8)                                | 2.3 (36.1)                                | 4.9 (40.8)                                | 9.4 (48.9)                                | 14.1 (57.4)                               | 18.4 (65.1)                               | 22.4 (72.3)                               | 24.4 (75.9)                               | 21.0 (69.8)                               | 15.6 (60.1)                               | 10.0 (50)                                 | 4.8 (40.6)                                | 12.5 (54.5)                               |
| 平均最低気温 °C （°F）                    | −0.1 (31.8)                               | −0.2 (31.6)                               | 1.9 (35.4)                                | 6.1 (43)                                  | 10.8 (51.4)                               | 15.3 (59.5)                               | 19.8 (67.6)                               | 21.5 (70.7)                               | 18.1 (64.6)                               | 12.7 (54.9)                               | 7.2 (45)                                  | 2.3 (36.1)                                | 9.6 (49.3)                                |
| 最低気温記録 °C （°F）                    | −8.3 (17.1)                               | −7.5 (18.5)                               | −3.9 (25)                                 | −0.6 (30.9)                               | 3.7 (38.7)                                | 8.1 (46.6)                                | 12.4 (54.3)                               | 14.7 (58.5)                               | 9.7 (49.5)                                | 4.7 (40.5)                                | −1.9 (28.6)                               | −6.7 (19.9)                               | −8.3 (17.1)                               |
| 降水量 mm （inch）                        | 111.0 (4.37)                              | 79.6 (3.134)                              | 84.2 (3.315)                              | 84.1 (3.311)                              | 86.4 (3.402)                              | 91.4 (3.598)                              | 157.1 (6.185)                             | 161.1 (6.343)                             | 144.1 (5.673)                             | 148.3 (5.839)                             | 152.6 (6.008)                             | 148.8 (5.858)                             | 1,428.7 (56.248)                          |
| 平均降水日数 （≥1.0mm）                   | 20.0                                      | 15.8                                      | 14.7                                      | 11.3                                      | 10.0                                      | 8.5                                       | 11.5                                      | 9.6                                       | 12.2                                      | 14.6                                      | 18.6                                      | 22.0                                      | 168.4                                     |
| 平均月間日照時間                          | 62.2                                      | 92.0                                      | 167.1                                     | 225.3                                     | 240.2                                     | 224.2                                     | 199.8                                     | 234.7                                     | 194.2                                     | 171.1                                     | 112.4                                     | 62.5                                      | 1,988.4                                   |
| 出典：気象庁                              |                                           |                                           |                                           |                                           |                                           |                                           |                                           |                                           |                                           |                                           |                                           |                                           |                                           |

## 行政

### 市の行政機関
現在の酒田市は、2005年（平成17年）11月1日に新設合併により発足した市であり、1933年に市制施行され2005年に廃止された市とは異なる自治体である。旧市の概要は右記の通り。
- 市長：矢口明子（2023年9月6日就任、1期目）

| 代                 | 氏名               | 就任日                     | 退任日                     | 備考               |
| 官選（旧）酒田市長 | 官選（旧）酒田市長 | 官選（旧）酒田市長         | 官選（旧）酒田市長         | 官選（旧）酒田市長 |
| ------------------ | ------------------ | -------------------------- | -------------------------- | ------------------ |
| 1                  | 中里重吉           | 1933年（昭和8年）5月13日   | 1937年（昭和12年）5月12日  |                    |
| 2 - 3              | 斎藤巳之吉         | 1937年（昭和12年）10月6日  | 1945年（昭和20年）10月5日  |                    |
| 4                  | 青塚恒治           | 1945年（昭和20年）10月6日  | 1946年（昭和21年）11月22日 |                    |
| 公選（旧）酒田市長 |                    |                            |                            |                    |
| 5 - 7              | 本間重三           | 1947年（昭和22年）4月7日   | 1959年（昭和34年）4月29日  |                    |
| 8 - 10             | 小山孫次郎         | 1959年（昭和34年）5月2日   | 1971年（昭和46年）5月1日   |                    |
| 11 - 15            | 相馬大作           | 1971年（昭和46年）5月2日   | 1991年（平成3年）5月1日    |                    |
| 16 - 17            | 大沼昭             | 1991年（平成3年）5月2日    | 1999年（平成11年）5月1日   |                    |
| 18 - 19            | 阿部寿一           | 1999年（平成11年）5月2日   | 2005年（平成17年）10月31日 |                    |
| 公選（新）酒田市長 |                    |                            |                            |                    |
| 1 - 2              | 阿部寿一           | 2005年（平成17年）11月13日 | 2012年（平成24年）9月14日  | 任期途中で辞任     |
| 3                  | 本間正巳           | 2012年（平成24年）10月28日 | 2015年（平成27年）7月20日  | 在任中に死去       |
| 4 - 5              | 丸山至             | 2015年（平成27年）9月7日   | 2023年（令和5年）9月5日    |                    |
| 6                  | 矢口明子           | 2023年（令和5年）9月6日    |                            |                    |

- 市章：酒田市の頭文字「S」を骨格として、日本海を表す青と、庄内平野・鳥海山を表す緑の空間の中で、最上川の流れに見立てた4本の波が、未来に向けて羽ばたく様をデザインしている。
- 市の木：ケヤキ - その姿は雄大で、つつみこむ優しさを持つことから、古くから身近な存在として地域の人たちに愛されてきた木。歴史と伝統、そして伸びゆく酒田市を象徴し、広い平野をイメージしている。
- 市の花：トビシマカンゾウ - 飛島で初めて発見されたユリ科の花。厳しい自然環境の中でもよく育ち、海岸に咲くその清楚で美しい姿は、酒田市の海をイメージしている。
- 市の鳥：イヌワシ - 自然が豊かな場所にだけ生息することができる貴重な鳥。古くからこの地域の中で自然が育んできた財産であり、大空を勇壮に力強く飛翔する高貴な姿は、酒田市の山をイメージしている。
- 各種宣言
  - 酒田市平和都市宣言
  - 酒田市交通安全都市宣言
  - 酒田市暴力追放都市宣言
- 病院：日本海総合病院、日本海総合病院酒田医療センター、日本海八幡クリニック（以上は地方独立行政法人による運営）
- 消防、ごみ・し尿：酒田地区広域行政組合（酒田市・庄内町・遊佐町による一部事務組合）
- 上水道・下水道：酒田市上下水道部（上下水道事業を管理運営する地方公営企業）

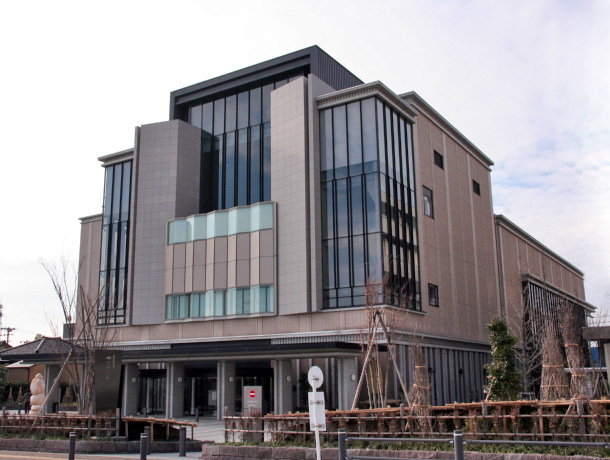
酒田市民会館「希望ホール」

### 県の行政機関
- 山形県酒田警察署（酒田市・遊佐町）

### 国の行政機関
- 法務省
  - 山形地方法務局酒田支局
  - 山形刑務所酒田拘置支所
  - 出入国在留管理庁仙台出入国在留管理局酒田港出張所
  - 山形地方検察庁酒田支部（酒田市・飽海郡遊佐町・東田川郡庄内町）
  - 酒田区検察庁（酒田市・飽海郡遊佐町・東田川郡庄内町）
- 財務省
  - 東京税関酒田税関支署
  - 国税庁仙台国税局酒田税務署（酒田市・飽海郡）
- 厚生労働省
  - 山形労働局酒田公共職業安定所（ハローワーク酒田）
  - 仙台検疫所酒田出張所
- 国土交通省
  - 東北地方整備局酒田河川国道事務所
    - 酒田国道維持出張所

  - 東北地方整備局酒田港湾事務所
  - 東北運輸局山形運輸支局酒田庁舎（海事部門）
  - 国土地理院飛島験潮場
  - 海上保安庁第二管区海上保安本部酒田海上保安部
- 環境省
  - 東北地方環境事務所鳥海南麓自然保護官事務所
  - 猛禽類保護センター
- 防衛省
  - 自衛隊山形地方協力本部酒田地域事務所

## 立法

### 県政
県議会
酒田市と飽海郡とから合わせて選出される山形県議会議員の議席定数は5議席（現在・欠員1）である。現在の任期は2019年5月15日から2023年5月14日までである。
- 梶原宗明（自由民主党）
- 石黒覚（立憲民主党）
- 森田廣（自由民主党）
- 星川純一（自由民主党）

### 国政
衆議院
酒田市は、鶴岡市・新庄市・最上郡・東田川郡・飽海郡と構成される山形県第3区が選挙区となる。
- 加藤鮎子（自由民主党）

参議院
酒田市は、参議院 東北ブロック・山形選挙区に属する。なお、当選挙区の参議院選挙比例代表区選出議員についての詳細は山形県選挙区を参照のこと。

## 司法
- 山形地方裁判所酒田支部（酒田市・飽海郡遊佐町・東田川郡庄内町）
- 山形家庭裁判所酒田支部（酒田市・飽海郡遊佐町・東田川郡庄内町）
- 酒田簡易裁判所（酒田市・飽海郡遊佐町・東田川郡庄内町）

## 地域

### 人口
| |                                        |  |
| 酒田市と全国の年齢別人口分布（2005年） | 酒田市の年齢・男女別人口分布（2005年） |  |
| ■紫色 ― 酒田市 ■緑色 ― 日本全国 | ■青色 ― 男性 ■赤色 ― 女性              |  |
| 酒田市（に相当する地域）の人口の推移 \| 1970年（昭和45年） \| 120,212人 \| \| \| 1975年（昭和50年） \| 120,614人 \| \| \| 1980年（昭和55年） \| 125,622人 \| \| \| 1985年（昭和60年） \| 123,823人 \| \| \| 1990年（平成2年） \| 122,850人 \| \| \| 1995年（平成7年） \| 122,536人 \| \| \| 2000年（平成12年） \| 121,614人 \| \| \| 2005年（平成17年） \| 117,577人 \| \| \| 2010年（平成22年） \| 111,151人 \| \| \| 2015年（平成27年） \| 106,244人 \| \| \| 2020年（令和2年） \| 100,273人 \| \| |                                        |  |
| 総務省統計局 国勢調査より |                                        |  |
| 1970年（昭和45年） | 120,212人                              |  |
| 1975年（昭和50年） | 120,614人                              |  |
| 1980年（昭和55年） | 125,622人                              |  |
| 1985年（昭和60年） | 123,823人                              |  |
| 1990年（平成2年） | 122,850人                              |  |
| 1995年（平成7年） | 122,536人                              |  |
| 2000年（平成12年） | 121,614人                              |  |
| 2005年（平成17年） | 117,577人                              |  |
| 2010年（平成22年） | 111,151人                              |  |
| 2015年（平成27年） | 106,244人                              |  |
| 2020年（令和2年） | 100,273人                              |  |

### 教育
大学
- 東北公益文科大学

専修学校等
- 酒田市立酒田看護専門学校
- 酒田調理師専門学校
- 山形県立産業技術短期大学校庄内校

特別支援学校

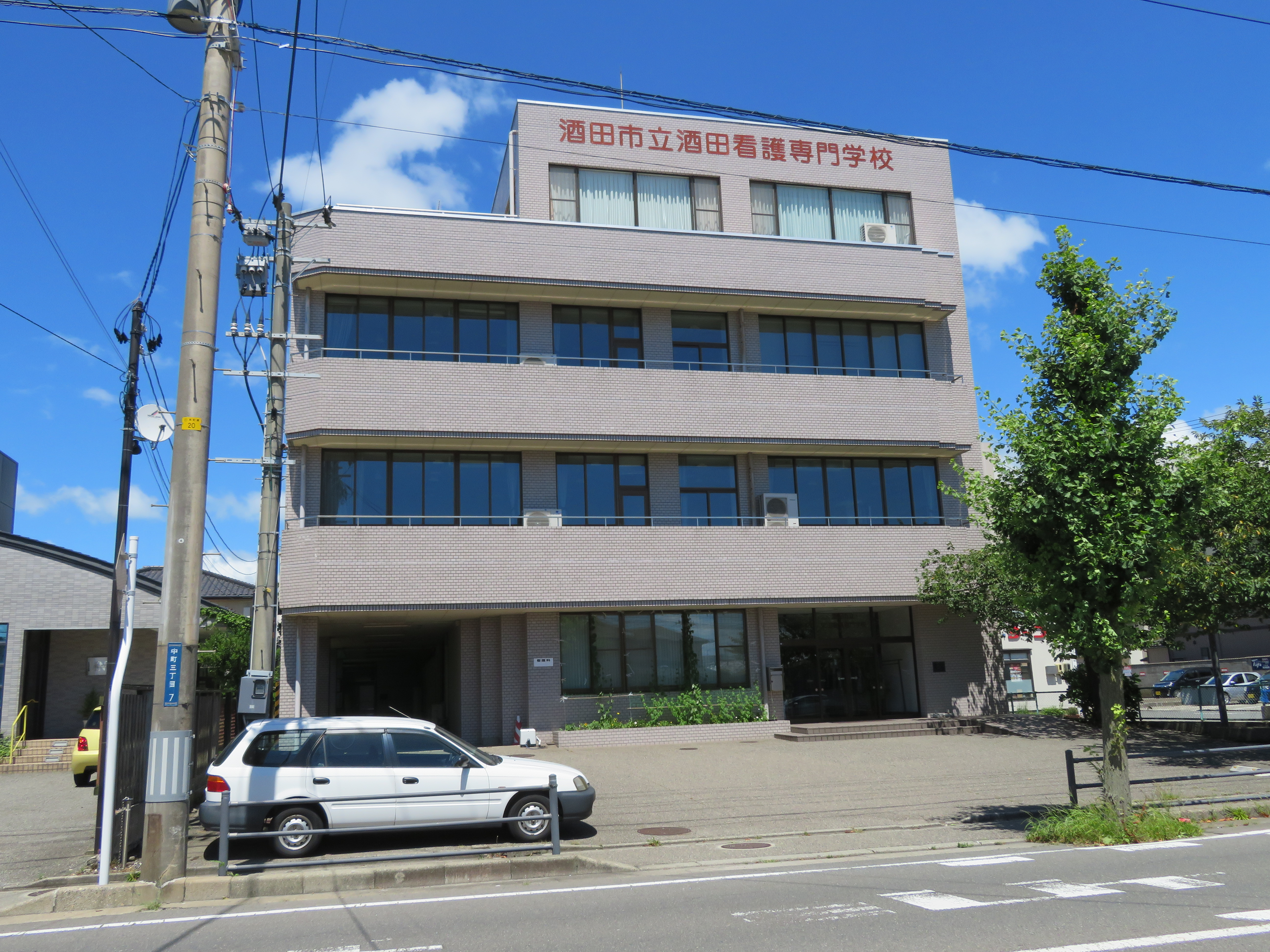
酒田市立酒田看護専門学校

- 山形県立酒田特別支援学校…聴覚障害者および知的障害者を教育の対象とする「併置校」である。

高等学校
- 公立
  - 山形県立酒田東高等学校
  - 山形県立酒田西高等学校
  - 山形県立酒田光陵高等学校（下記参照）
- 私立
  - 酒田南高等学校
  - 和順館高等学校

市内の公立高校再編について
山形県教育委員会により、2005年（平成17年）3月に「県立高校教育改革実施計画」が策定され、酒田市内の公立高校の再編案が示された。対象校は「山形県立酒田商業高等学校」「山形県立酒田工業高等学校」「山形県立酒田北高等学校」「酒田市立酒田中央高等学校」の4校。
当初、県教委は「対象4校を一括して新高校とする」1校案を提案していたが、酒田市側がこれに反発。検討を重ねた結果、2005年（平成17年）12月7日に県教委と市は
- 県立3校を1校へ統合し、工業・商業・情報の3科による総合選択制を採用した新高校を、酒田中央高隣接地に2011年度に開校。
- 酒田中央高はそのまま存続とするが、新高校開校と同時に普通科の県立校として移管。

という2校案で合意をした。
しかし、
- 新高校建設に必要な敷地の確保が難しい。
- 酒田中央高の普通科の位置づけが曖昧である。
- 移管から5年後を目処として新高校への再統合を検討する方針であるが、普通科がなくなる可能性があり、その場合、近隣の高校で普通科を持つ学校が「酒田東高等学校」「酒田西高等学校」の2校のみとなってしまう。
- 酒田中央高北側にある松林の保全が懸念されている。
- 酒田中央高前の県道353号線の渋滞対策が必要。

という問題点があることから、市側は県教委が当初示していた1校案へ突如方針を転換、2007年（平成19年）5月22日に県教委へ文書提案を行った。また、開校時期を2年遅れの2013年度とすることを県教委側に対して併せて提案した。この提案を受けて、県教委は開校時期を1年前倒しする修正案を市側へ示し、2007年（平成19年）7月31日に県教委と市は、
- 対象公立4高校を一括統合
- 2012年度に開校
- 普通、工業、商業、情報の4科を設定
- 酒田中央高北側に敷地を広げ整備

という県教委が示した修正案で合意し、「酒田光陵高等学校」となった。
中学校
市立8校 ※「酒田市立」を省略
- 第一中学校
- 第二中学校
- 第三中学校
- 第四中学校

- 第六中学校
- 鳥海八幡中学校
- 東部中学校
- 飛島中学校（休校中）

小学校
市立23校 ※「酒田市立」を省略
- 琢成小学校
- 浜田小学校
- 若浜小学校
- 富士見小学校
- 亀ケ崎小学校
- 松原小学校
- 松陵小学校
- 泉小学校

- 西荒瀬小学校
- 新堀小学校
- 広野小学校
- 浜中小学校
- 黒森小学校
- 十坂小学校
- 宮野浦小学校
- 鳥海小学校

- 南遊佐小学校
- 八幡小学校
- 一條小学校
- 松山小学校
- 平田小学校
- 南平田小学校
- 飛島小学校（休校中）

### 各種施設
生涯学習施設
- 酒田市中央公民館（酒田市総合文化センター）
- 清亀園
- 出羽遊心館
- 公益研修センター
- とびしま総合センター
- ひらた生涯学習センター

体育施設
- 光ケ丘野球場
- 光ケ丘球技場
- 光ケ丘陸上競技場
- 光ケ丘プール
- 光ケ丘多目的グラウンド
- 飯森山多目的グラウンド
- 八森野球場
- 八森サッカー場
- 松山多目的運動広場
- 眺海の森グラウンド
- 酒田市武道館
- 酒田市相撲場
- 亀ケ崎記念会館
- 修道館

- 酒田市国体記念体育館
- 勤労者体育センター
- 親子スポーツ会館
- 南体育館
- 八幡体育館
- 松山体育館
- 平田体育館
- 鳥海地区体育館
- 光ケ丘テニスコート
- 北テニスコート
- 国体記念テニスコート
- 八森テニスコート
- 眺海の森テニスコート

- 南遊佐グラウンドゴルフ場
- 八森グラウンドゴルフ場
- 八森パークゴルフ場
- 八森ゴルフ練習場
- 眺海の森グラウンドゴルフ場
- 眺海の森ちびっこゲレンデ
- 松山スキー場
- 平田スキー場
- 八森キャンプ場
- 外山キャンプ場

文化施設
- 酒田市民会館（希望ホール）
- 酒田市資料館
- 酒田市松山文化伝承館

その他施設
- 山形県立庄内職業能力開発センター

## 経済

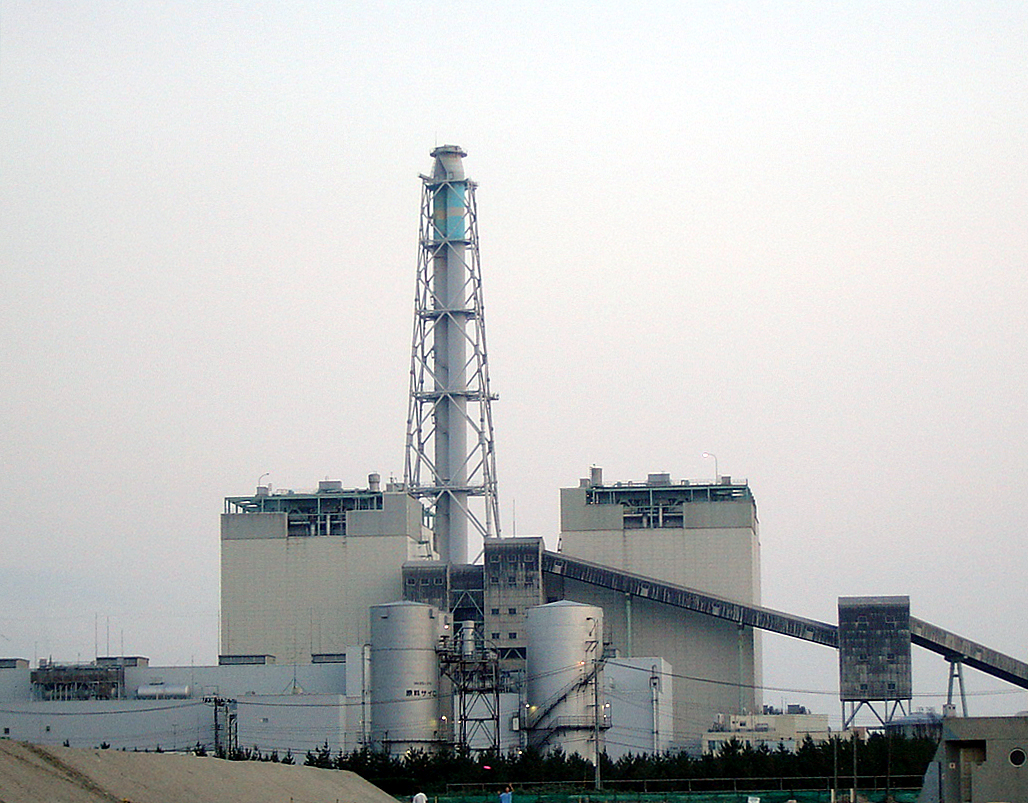
酒田共同火力発電所

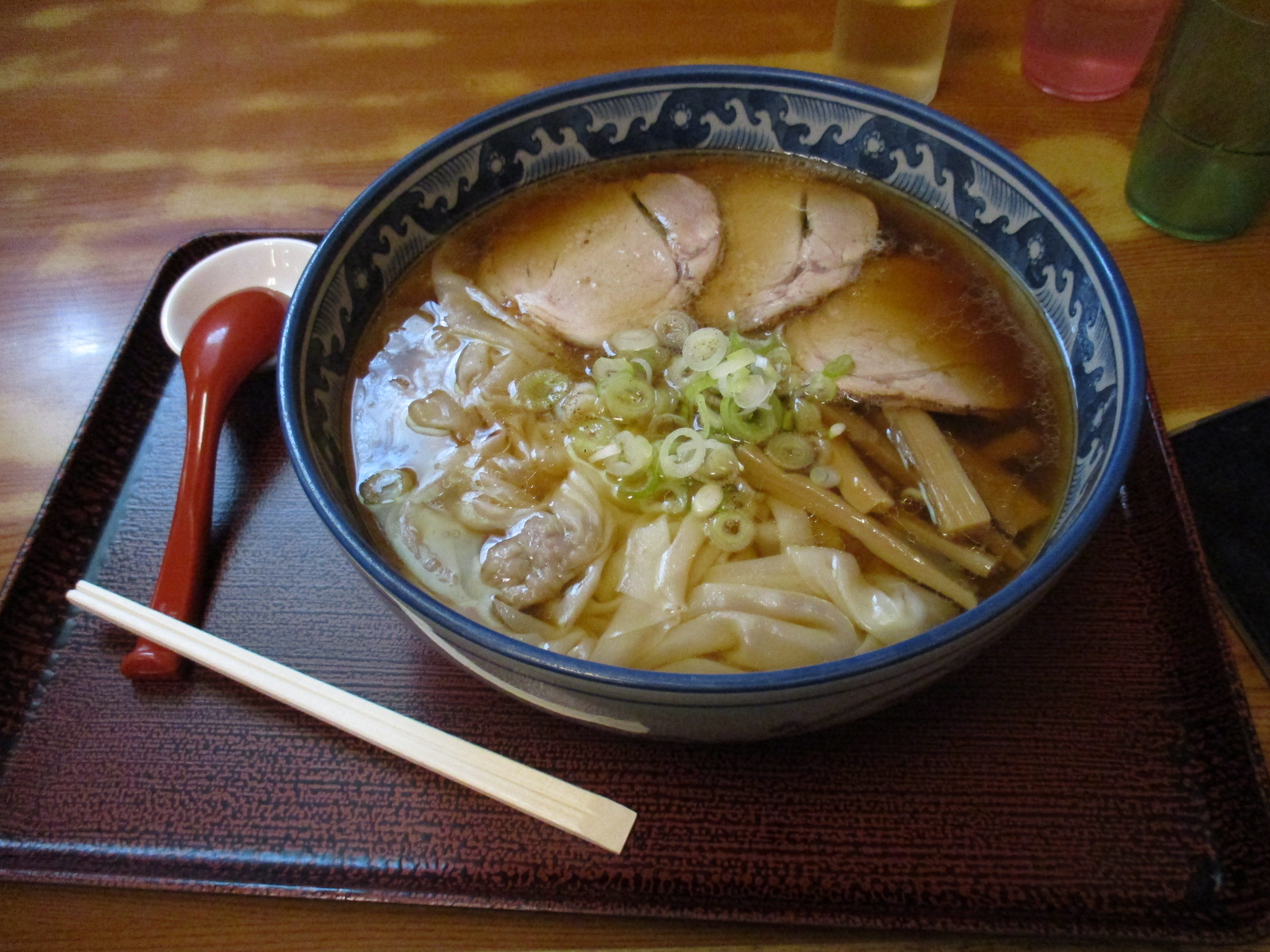
酒田ラーメンの例

### 産業
豊かな庄内平野で獲れるはえぬきやコシヒカリ、つや姫、雪若丸といった「庄内米」や、酒田港で水揚げされる新鮮な「海産物」、それらを調和させた絶品の「寿司」、自家製麺と極薄ワンタンが特徴の「酒田ラーメン」、地元の食材をふんだんに使用した「酒田フレンチ」、清らかな水から造られる「日本酒」などが主な名物・特産品となっている。
名物・特産品
- 庄内米、庄内砂丘メロン、庄内柿、刈屋梨、イチゴ、赤ねぎ
- 寒鱈、アンコウ、ハタハタ、マコガレイ、スルメイカ、ワタリガニ、イワガキ
- 酒田ラーメン、どんがら汁、芋煮、むきそば、酒田フレンチ
- 日本酒（初孫、上喜元、菊勇、麓井、楯の川、清泉川、松嶺の富士）

### 就業人口
(2015年国勢調査)
- 第一次産業就業者数  4,411人
- 第二次産業就業者数 13,316人
- 第三次産業就業者数 33,050人

### エネルギー
- 酒田町は町営で電気事業を行なっていた。元々は鶴岡水力電気により供給されるはずであったが、会社設立の際、酒田町側の株主に失権株が多く出たことで供給区域から除外された経緯があった[14]。1907年（明治40年）3月、事業許可を受け日向川に水力発電所（出力400kW）を建設、1908年（明治41年）11月に事業を開始した[15]。隣接した自治体にも電気を供給し、1938年には、酒田市、飽海郡9村に及んだ[16]。

### 酒田市に本社を置く主な企業
- 平田牧場
- 東北エプソン
- 酒田共同火力発電株式会社（酒田共同火力発電所）
- 前田製管
- 荘内証券
- ト一屋
- ニシムラ
- ロイヤルネットワーク（うさちゃんクリーニング）
- サンリキュール
- 東北東ソー化学
- 東北日本ハム
- 金龍
- 東北銘醸
- 松岡株式会社
- 酒田米菓
- 酒田港リサイクル産業センター

### 酒田市に拠点を置く主な企業
- 花王 酒田工場
- TDK 酒田工場
- 本間ゴルフ 酒田工場
- 日本重化学工業 酒田工場
- 永谷園フーズ 酒田工場
- プレステージ・インターナショナル 山形BPOパーク

### 金融機関
酒田市に本店・支店・出張所等の窓口を置く預貯金取扱金融機関一覧は以下のとおり。（2024年12月時点）
| 金融機関種別 | 金融機関名称                                           |
| ------------ | ------------------------------------------------------ |
| 地方銀行     | 荘内銀行 (3) 、山形銀行（3）                           |
| 第二地方銀行 | きらやか銀行 (1)                                       |
| 信用金庫     | 鶴岡信用金庫 (3)                                       |
| 労働金庫     | 東北労働金庫                                           |
| 商工中金     | 商工中金                                               |
| 公庫         | 日本政策金融公庫                                       |
| 農協         | 庄内みどり農業協同組合 (7) 、酒田市袖浦農業協同組合(1) |

括弧内は窓口事務所数（事務所数1の場合は省略） で実体店舗数を記載。
- 酒田市の指定金融機関は荘内銀行酒田中央支店（他の営業部及び支店等は収納代理金融機関）、指定代理金融機関は山形銀行及び庄内みどり農業協同組合。

### 郵便
一般信書便事業者
- 日本郵便
  - 酒田郵便局（集配局・ゆうゆう窓口設置局）
  - 袖浦郵便局（集配局）
  - 平田郵便局（集配局）
  - 松山郵便局
  - 飛島郵便局（集配局）
  - 八幡郵便局
  - 本楯郵便局

### マスメディア
新聞
- コミュニティ新聞

テレビ局
- NHK山形放送局酒田支局
- テレビユー山形（放送センターは山形市）

コミュニティ放送局
- ハーバーラジオ（酒田エフエム放送）

## 交通

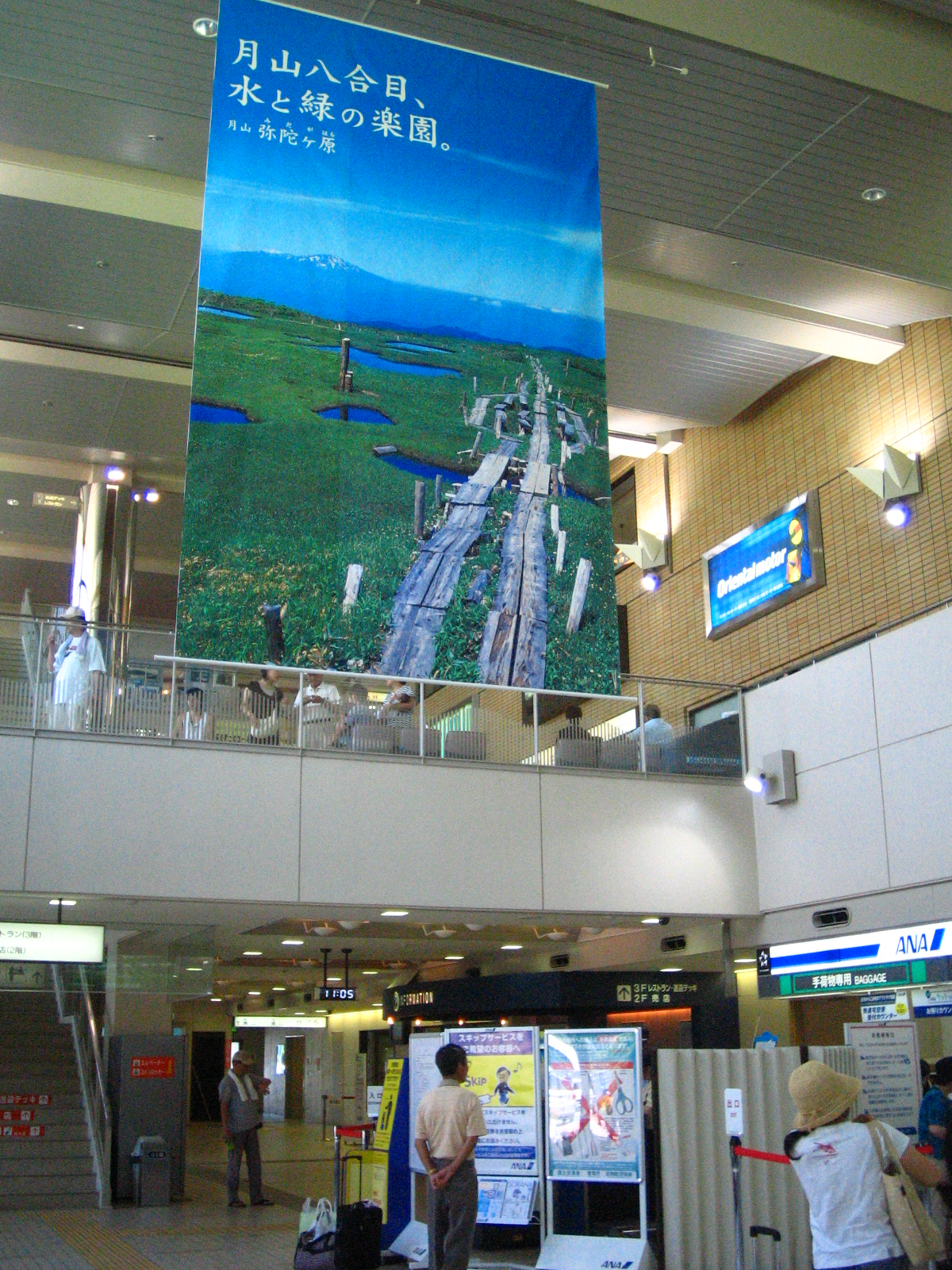
庄内空港ターミナルビル内部

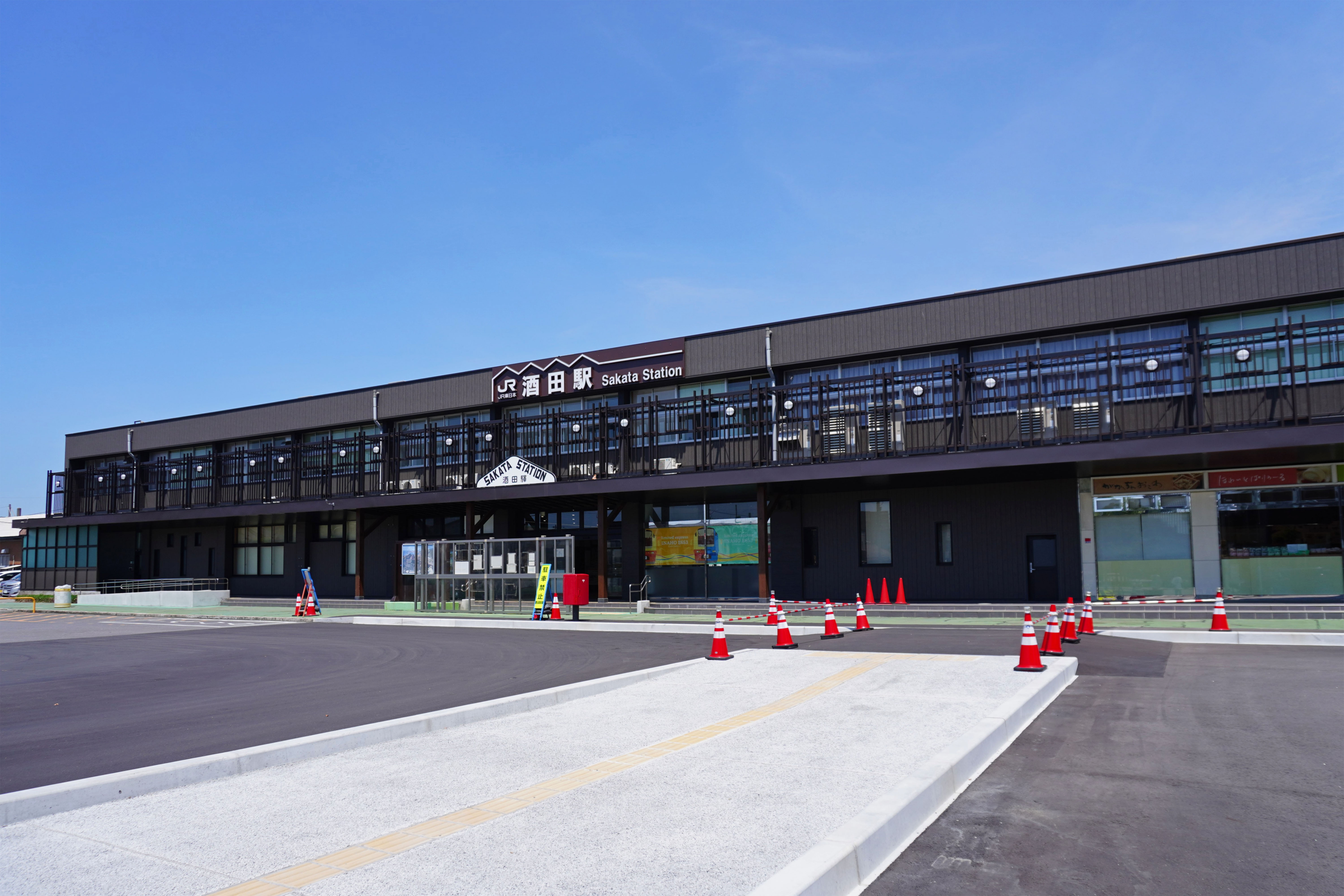
酒田駅

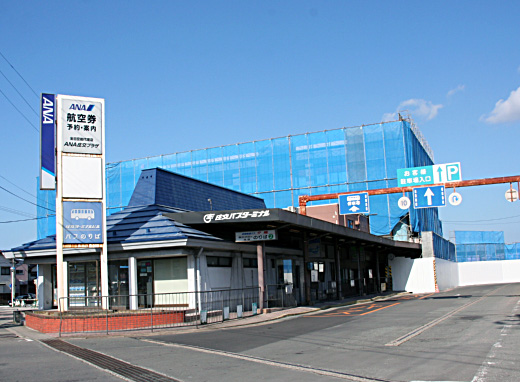
庄交バスターミナル

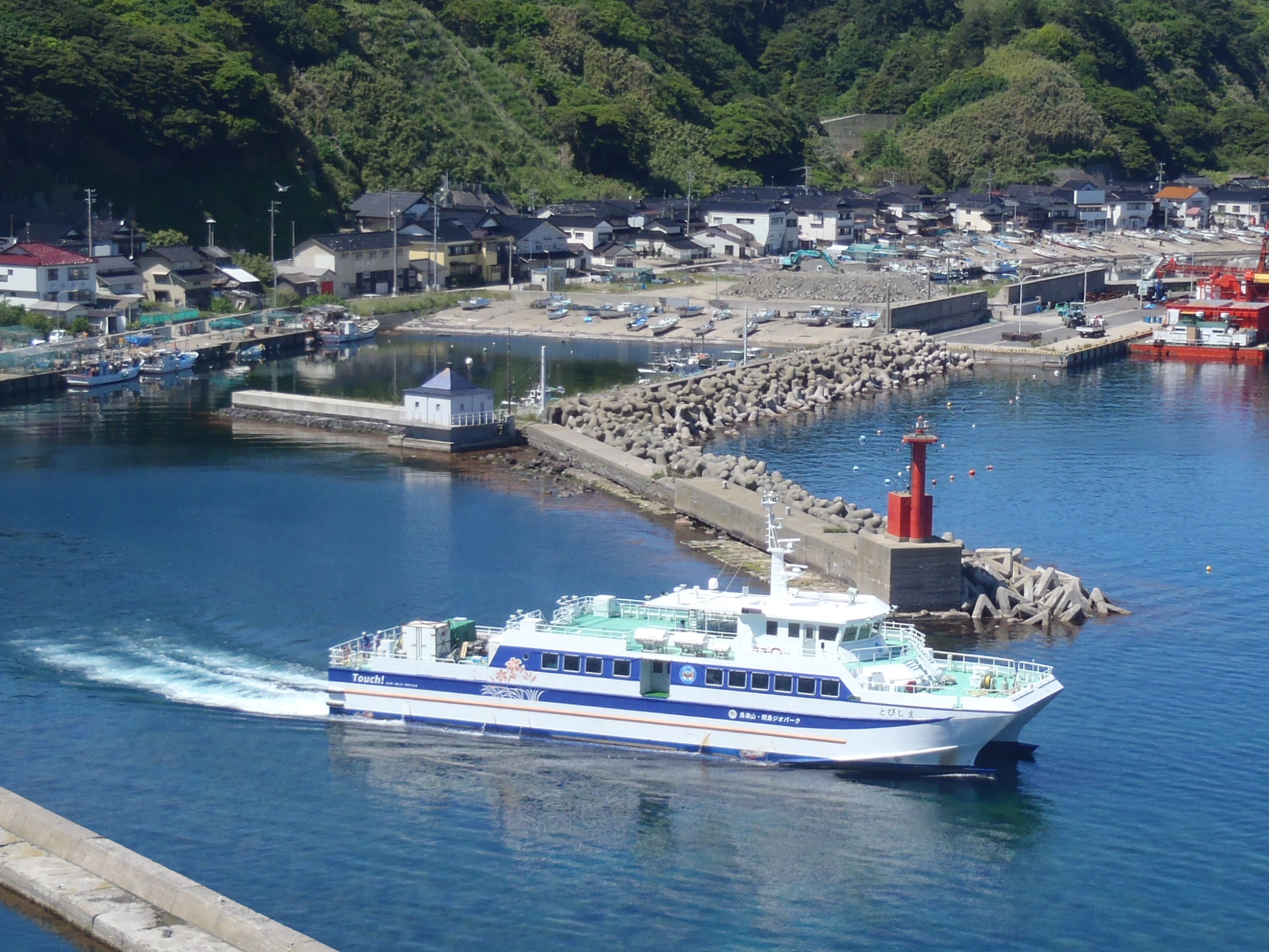
飛島を出港する定期船「とびしま」

### 空港
- 庄内空港
  - 全日本空輸(ANA)
    - 羽田空港

### 鉄道路線
- 東日本旅客鉄道（JR東日本）
  - ■羽越本線：砂越駅 - 東酒田駅 - 酒田駅 - 本楯駅 - 南鳥海駅

中心となる駅：酒田駅

### バス

#### 一般路線バス
- 庄内交通 - 2022年7月31日限りで酒田市内の路線の大半を廃止し、酒田市とイオンモール三川（三川町）を結ぶ路線と、庄内空港連絡バスのみの運行となっている。
  - ゆたか1丁目 - 酒田駅前 - 日本海総合病院 - イオンモール三川
  - ゆたか1丁目 - 酒田駅前 - 山居倉庫前 - 東北公益文科大学 - 庄内空港
- 酒田市福祉乗合バス （るんるんバス・ぐるっとバス） - 酒田市が主体となり運行するコミュニティバス。

#### 高速バス
- 夕陽号

- 京都駅・大阪駅・USJ[17]
  - 庄内交通・南海バスによる運行
- 山形

- 仙台

- 仙台空港 - 鶴岡・酒田線：酒田 - 仙台空港

### 道路
- 高速道路
  - 市内にあるインターチェンジ：日本海東北自動車道（改称される前は山形自動車道として供用されていた）酒田IC、酒田中央IC、酒田みなとIC、庄内空港IC、遊佐比子IC
  - 山形自動車道の開通により太平洋沿岸地域の仙台圏と直結した。
  - 東京 - 川口IC - （東北自動車道） - 村田JCT - （山形自動車道） - 酒田IC （約8時間）
  - 東京 - 練馬IC - （関越自動車道ほか） - 朝日まほろばIC - （国道7号） - あつみ温泉IC - （日本海東北自動車道） - 酒田IC （約8時間）
- 一般国道
  - 国道7号
  - 国道47号
  - 国道112号
  - 国道344号
  - 国道345号
- 都道府県道
  - 主要地方道
    - 山形県道33号庄内空港立川線
    - 山形県道38号酒田鶴岡線
    - 山形県道40号酒田松山線（松山街道）
    - 山形県道41号酒田停車場線
    - 山形県道42号酒田港線
    - 山形県道59号酒田八幡線
    - 山形県道60号酒田遊佐線

  - 一般県道
    - 山形県道205号砂越停車場山楯線
    - 山形県道206号本楯停車場線
    - 山形県道315号平田鮭川線
    - 山形県道333号鶴岡広野線
    - 山形県道352号生石酒田停車場線
    - 山形県道353号吹浦酒田線
    - 山形県道357号浜中余目線
    - 山形県道361号大沼新田清川停車場線
    - 山形県道362号海ヶ沢松山線
    - 山形県道363号田沢下新田線
    - 山形県道364号安田砂越停車場線
    - 山形県道365号円能寺砂越停車場線
    - 山形県道367号北境曙線
    - 山形県道368号鳥海公園青沢線
    - 山形県道369号比子八幡線

### 船舶
- 酒田港から飛島まで定期航路（定期船とびしま）がある。所要時間1時間15分。

## 観光・イベント

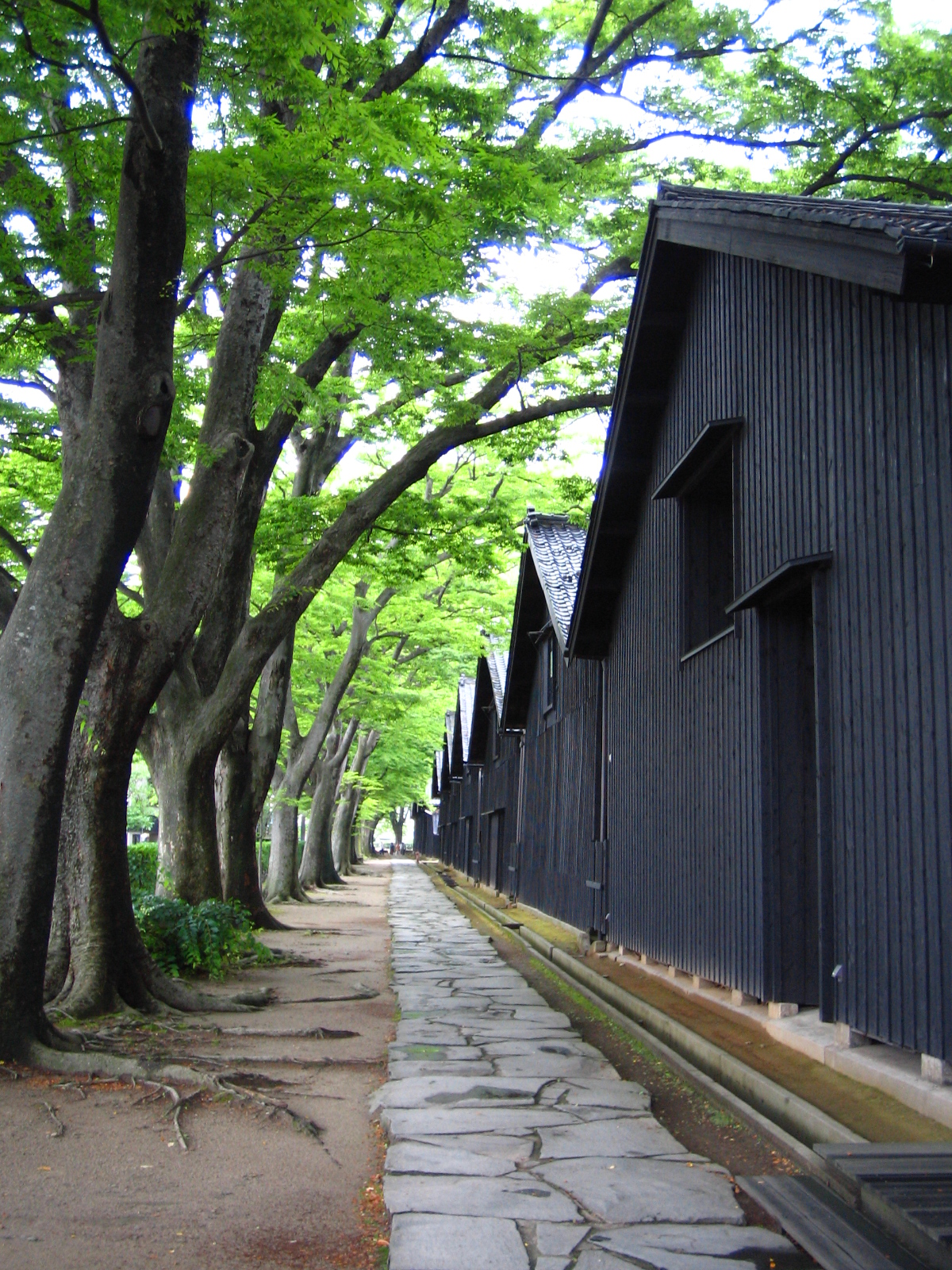
山居倉庫

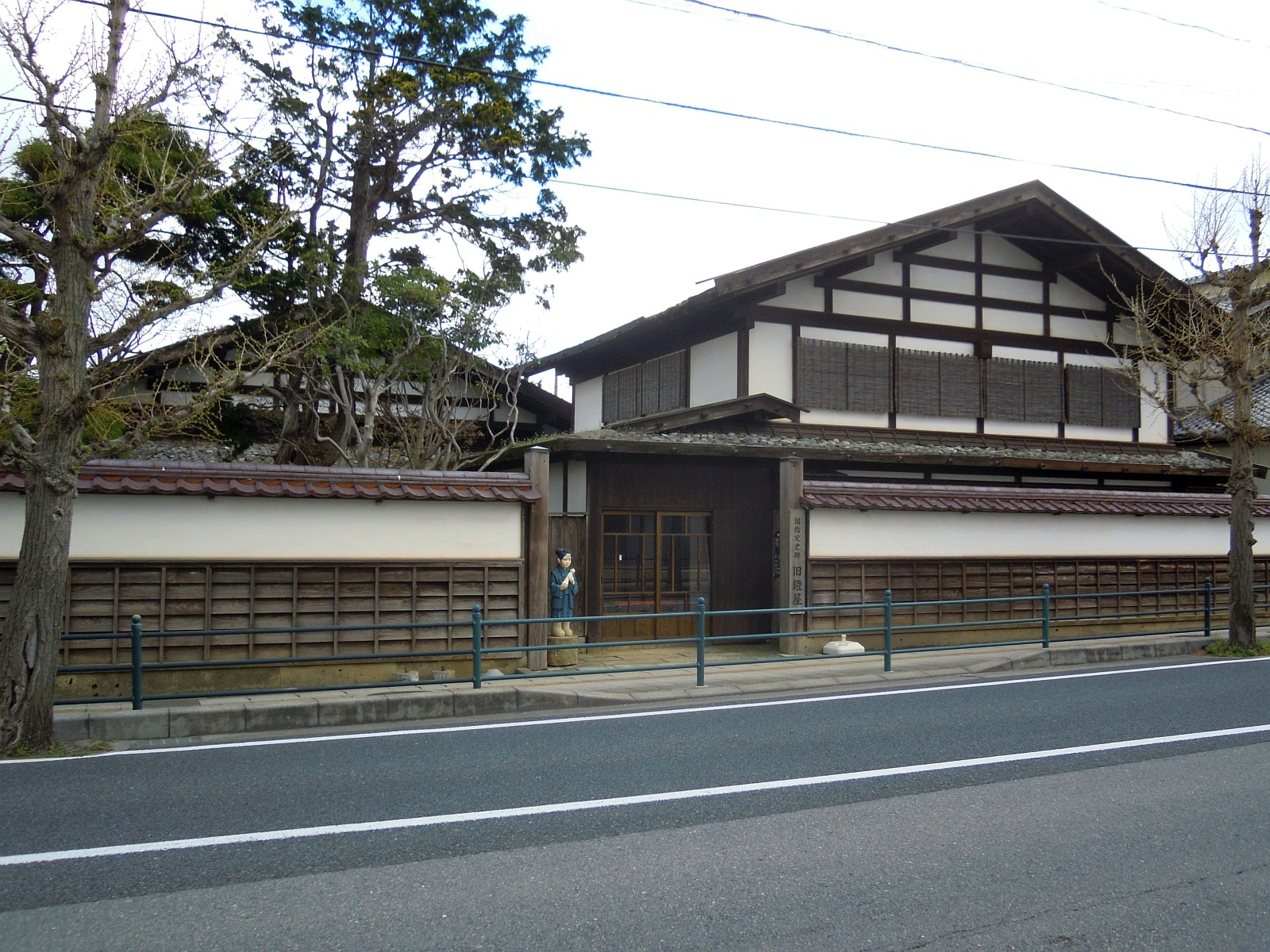
旧鐙屋

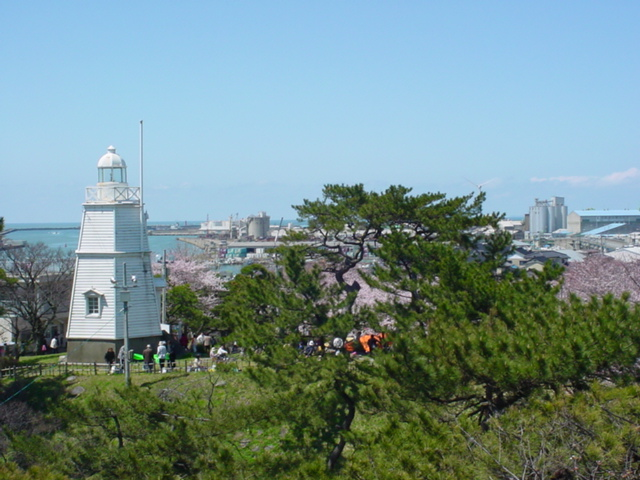
日和山公園

### 旧跡・名所
- 山居倉庫 - 1893年（明治26年）に酒田米穀取引所の付属倉庫として旧庄内藩酒井家により当時の鵜渡川原村に建設された米穀倉庫（二重屋根・倉の内部は湿気防止構造・欅並木と自然を利用した低温管理倉庫）群。2004年（平成16年）より観光物産館である酒田夢の倶楽が併設している。2021年（令和3年）3月26日に国史跡に指定。
- 本間家旧本邸 - 1768年（明和5年）に本間家3代光丘が藩主酒井家のため、幕府巡見使用宿舎として建造した、旗本二千石格式の長屋門構えの武家屋敷。
- 旧鐙屋 - 酒田三十六人衆の一人・鐙屋惣左衛門の屋敷。国史跡。
- 日和山公園 - 日本最古級といわれる木造の六角灯台（明治28年築）や千石船（2分の1で再現）があり、また桜の名所となっている。
- 舞娘茶屋・雛蔵畫廊 相馬樓 - 1808年（文化5年）に建てられ開業した料亭「相馬屋」を改装した観光施設。
- 山王くらぶ - 1895年（明治28年）に建築された料亭「山王くらぶ」を改装した、料亭文化や酒田市の歴史などを紹介する施設。
- 堂の前遺跡（国の史跡、1979年（昭和54年）10月23日指定）
- 旧白崎医院 - 1919年（大正8年）に建てられた酒田市唯一の木造洋風建築、酒田市の有形文化財、1978年（昭和53年）指定
- 石井梅蔵記念館
- 旧阿部家 - 1690年（元禄3年）に創建された古民家で市指定文化財。
- 阿部記念館 - 阿部次郎とその兄弟、そして甥の生物生態学者阿部襄に関する資料が展示されている。

### 美術館・博物館
- 酒田市美術館
- 本間美術館 - 庄内地方の大地主であった本間家が収集した品を保管、展示する山形県の登録博物館。
- 土門拳記念館 - 世界初の個人写真家の記念館。
- 竹久夢二美術館

### 寺院・神社
- 海向寺 - 即身仏が2体安置。
- 日枝神社
- 八幡神社
- 總光寺庭園（国の名勝、1996年（平成8年）3月29日指定）

### 城郭
- 城輪柵跡（国の史跡、1932年（昭和4年）4月25日指定）
- 松山城址（山形県指定文化財）
- 朝日山城跡
- 砂越城跡本丸公園

### 自然・地理

#### 景勝地
- 飛島（とびしま）- 酒田港から北西39kmの沖合に浮かぶ、山形県唯一の有人島。
- 庄内砂丘 - 日本三大砂丘の一つや、日本一長い砂丘と呼ばれることがある。庄内海浜県立自然公園の一部であり、日本の白砂青松100選に選ばれている。
- 玉簾の滝（たますだれのたき） - 落差は63mで、段差のない直瀑の滝としては山形県内一の高さである。
- 十二滝 - 水汲み滝、南滝、九の滝、てんつき滝、抱き帰りの滝、天狗滝、火揚滝、芯の滝、白紙垂の滝、蛇の滝、河原滝、合格滝の大小12の滝の総称。
- 八森自然公園
- 眺海の森 - 遊歩百選に選定されている。

#### 温泉
- 八森温泉（ゆりんこ）
- 湯の台温泉（鳥海山荘)
- 悠々の杜温泉（アイアイひらた）
- 小林温泉
- 松山温泉
- 松山湯温泉
- 辰ヶ湯温泉
- 日向川温泉
- 湯の澤霊泉

#### 海水浴場
- 宮海海水浴場
- 十里塚海水浴場
- 飛島海水浴場

### その他建築物
- 酒田夢の倶楽（酒田市観光物産館）
- ミライニ（酒田駅前交流拠点施設）
- さかた海鮮市場
- SAKATANTO[18]
- オランダせんべいFACTORY
- 酒田柳小路屋台村 北前横丁
- 酒田共同火力発電所あかりん館
- 最上川スワンパーク
- 鳥海高原家族旅行村
- ゴルフパーク酒田

### 祭事・イベント
- まつやま大寒能 - 1月下旬
- 酒田日本海寒鱈まつり - 1月下旬の土曜日・日曜日
- 酒の酒田の酒まつり - 1月下旬の土曜日・日曜日
- 黒森歌舞伎 - 2月15日
- 酒田日和山公園桜まつり - 4月中旬
- 玉簾の滝ライトアップ - 4月下旬〜5月上旬、8月中旬
- 酒田まつり - 5月19日〜21日
- 酒田港まつり・甚句流し - 酒田花火ショーの前日の金曜日
- 酒田花火ショー - 8月第1土曜日。出羽大橋と両羽橋の中間部分の左岸の河川敷で行われる。1929年に酒田港の第二種重要港湾昇格記念祭の一環として始まったのがきっかけである[19]。
- さかた大繁盛ハロウィンまつり - 旧・酒田どんしゃんまつり
- 酒田のラーメンexpo - 全国の人気ラーメン店と酒田のラーメン店とのコラボイベント
- 神楽舞
- 裸参り

## スポーツ
- プレステージ・インターナショナルアランマーレ（バレーボール V.LEAGUE WOMEN）ホームタウン

## 交流都市

### 日本国内
- 北区（東京都）
  - 1997年（平成9年）4月19日友好都市締結
- 武蔵野市（東京都）
  - 1994年武蔵野市交流市町村協議会に加盟
- 国頭郡東村（沖縄県）
  - 2004年（平成16年）10月、旧・八幡町が友好町村協定締結
- 志布志市（鹿児島県）
  - 1995年（平成7年）、山形県松山町と鹿児島県松山町が友好町の盟約を締結
- 大崎市（宮城県）
  - 1982年（昭和57年）7月、山形県松山町と宮城県松山町が友好町の盟約を締結
- 海津市（岐阜県）
  - 1995年（平成7年）11月2日、旧・平田町が旧・岐阜県海津郡平田町と友好町盟約締結

### 日本国外
- ジェレズノゴルスク・イリムスキー市（ロシア語版）（ロシア連邦 イルクーツク州）
  - 1979年（昭和54年）10月8日姉妹都市提携
- 唐山市（中華人民共和国 河北省）
  - 1990年（平成2年）7月26日友好都市締結。同じ1976年に大火災（酒田大火）、大地震（唐山地震）を経験し復興した縁による。

- デラウェア市（アメリカ合衆国　オハイオ州）
  - 2017年（平成29年）4月19日友好都市締結[20]。

## 出身者

### 戦国武将
- 来次氏秀
- 池田讃岐守
- 留守遠江守

### 松山藩関係
- 酒井忠恒 - 第1代藩主
- 酒井忠豫 - 第2代藩主
- 酒井忠休 - 第3代藩主
- 酒井忠崇 - 第4代藩主
- 酒井忠禮 - 第5代藩主
- 酒井忠方 - 第6代藩主
- 酒井忠良 - 第7代藩主
- 酒井忠匡 - 第8代藩主
- 松森胤保 - 松山藩家老、両羽博物図譜

### 軍人
- 西川速水 - 海軍大佐
- 斎藤元宏 - 陸軍中尉
- 風間彦五郎 - 陸軍中尉
- 風間彦男 - 陸軍中尉
- 風間繁松 - 陸軍軍曹

### 医師
- 風間閑斎 - 医師、酒田風間氏宗家第三代当主

### 政治
- 阿部昭吾 - 衆議院議員、社会民主連合国会対策委員長、書記長
- 池田正之輔 - 衆議院議員、科学技術庁長官
- 国井重典 - 第7代旧鶴岡市市長
- 和嶋未希 - 衆議院議員、山形県議会議員
- 阿部寿一 - 衆議院議員、第14・15代旧酒田市長

### 経済
- 本間宗久 - 豪商、米商人、酒田本間氏
- 久村清太 - 帝国人造綿糸（現：帝人）社長、国策パルプ（現：日本製紙）会長
- 中村恒也 - セイコーエプソン社長、酒田市名誉市民
- 前田巌 - 前田製管社長、酒田市特別名誉市民
- 新田嘉一 - 平田牧場会長、東北公益文科大学理事長、酒田市名誉市民
- 本間洋 - NTTデータグループ社長兼CEO、酒田市CDO
- 佐藤久一 - 映画館「グリーン・ハウス」支配人、レストラン「欅」「ル・ポットフー」支配人
- 三浦光紀 - ベルウッドレコードの創設者、レコードプロデューサー

### 学術
- 大川周明 - 思想家
- 阿部次郎 - 哲学者、作家
- 阿部正己 - 歴史家
- 伊藤善市 - 経済学者
- 伊藤鳳山 - 儒学者
- 伊藤吉之助 - 哲学者
- 小倉金之助 - 数学者
- 斎藤信治 - 哲学者
- 仲川秀樹 - 社会学者
- 中谷瑾子 - 法学者
- 山口彦之 - 東京大学名誉教授 - 農学博士
- 小松原久治 - 工学博士、造幣局研究所所長

### 文化
- 庄司総一 - 作家、台湾文学者
- 本間俊彦 - 放送作家
- 北重人 - 小説家
- 森万紀子 - 小説家
- 佐高信 - 作家、評論家
- 杉原志啓 - 音楽評論家
- 千葉亀雄 - 作家、評論家、ジャーナリスト
- 土門拳 - 写真家、酒田市名誉市民
- 吉野弘 - 詩人
- 山吹草太 - 詩人
- 佐藤真生 - 画家
- 市原多朗 - オペラ歌手、酒田市名誉市民
- 工藤俊幸 - 指揮者
- アベユーイチ - 映画監督
- 和島香太郎 - 映画監督
- カネコアツシ - 漫画家
- 佐藤タカヒロ - 漫画家
- たかちひろなり - 漫画家
- 布川ゆうじ - アニメーション演出家、ぴえろ社長
- 小華和ためお - アニメーター、アニメーション演出家
- 今泉昭彦 - イラストレーター
- 阿部健治郎 - 将棋士

### 芸能
- 成田三樹夫 - 俳優、仁義なき戦い
- 岸洋子 - 歌手
- 斎藤志郎 - 俳優
- 高橋伸也 - 声優
- 玉川福太郎 - 浪曲師
- 玉川みね子 - 浪曲曲師、玉川福太郎の妻
- 中島春雄 - 俳優、昭和ゴジラのスーツアクター
- SHIP - 地方発アイドルグループの草分
- シンディー (ものまねタレント)
- 高橋加奈 - モデル、タレント
- DJ Deckstream - DJ、トラックメイカー

### スポーツ
- 茂木善作 - 陸上競技選手、山形県初のオリンピック選手[21]
- 島影せい子 - バレーボール選手。ミュンヘンオリンピック銀メダリスト
- 齋藤隆 - 元ウエイトリフティング選手。モントリオールオリンピック4位入賞
- 土井広之 - シュートボクサー
- 梅津正彦 - ボクシングコーチ
- 若瀬川剛充 - 元大相撲力士
- 飛島正 - 元大相撲力士
- 井村久美子 - 陸上選手
- 渋谷通 - プロ野球選手・元日本ハムファイターズ所属
- 小林賢司 - プロ野球選手・元オリックス・バファローズ所属
- 下妻貴寛 - プロ野球選手・元東北楽天ゴールデンイーグルス所属
- 石垣雅海 - プロ野球選手・千葉ロッテマリーンズ所属
- 伊藤紘平 - プロサッカー選手・南華足球隊所属
- 北の若大輔 - 大相撲力士・八角部屋

### アナウンサー
- 齋藤幸恵 - フリーアナウンサー
- 佐藤智恵子 - フリーアナウンサー
- 佐々木亜希子 - 元フリーアナウンサー、活動弁士
- 小林幸明 - アナウンサー

## 酒田市を舞台とする作品
- NHK朝の連続TV小説「おしん」ロケ地
- 映画「シルク」ロケ地
- 映画「おくりびと」ロケ地